# Lijst van personen overleden in 1959
Dit is een lijst van personen die zijn overleden in 1959.

## Januari

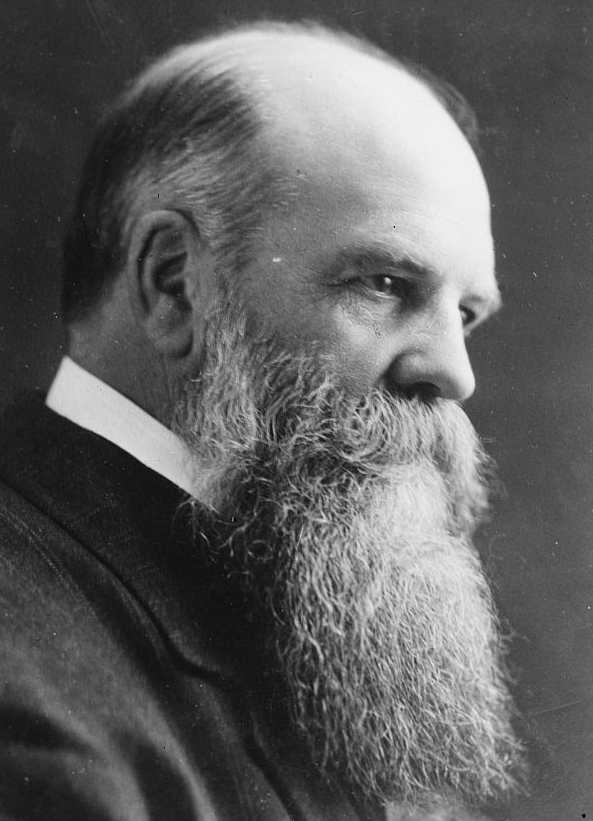
Heinrich Ernst Karl Jordan
12 januari

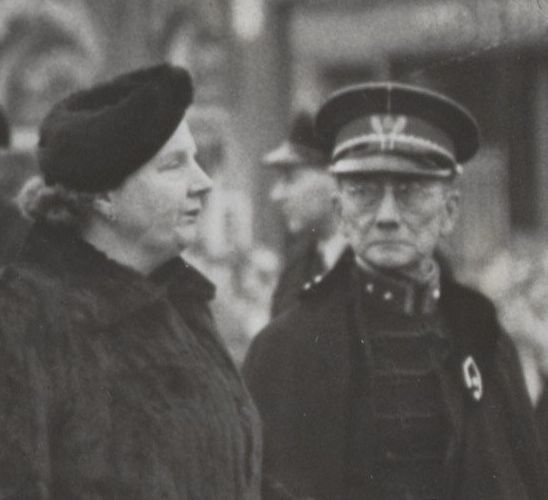
Henri Koot (rechts naast koningin Juliana)
18 januari

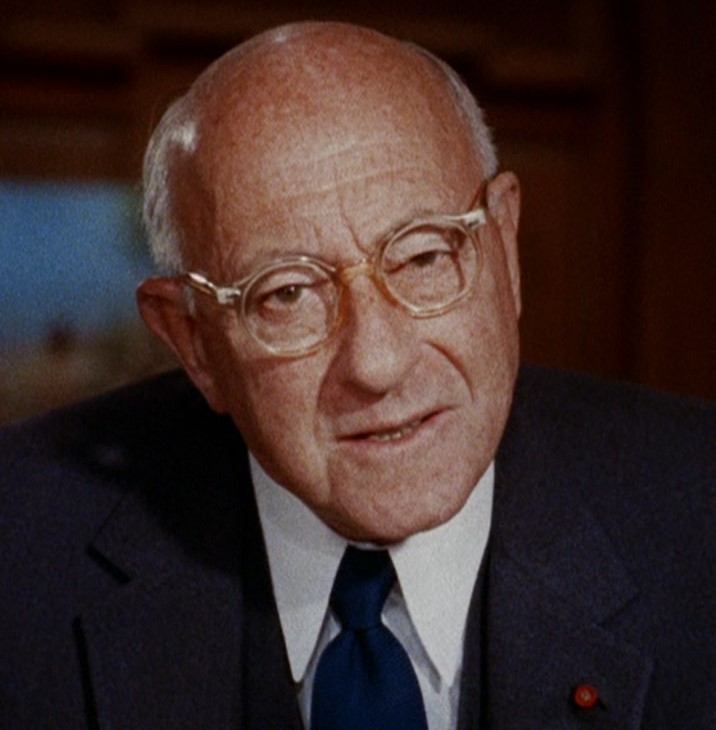
Cecil B. DeMille
25 januari

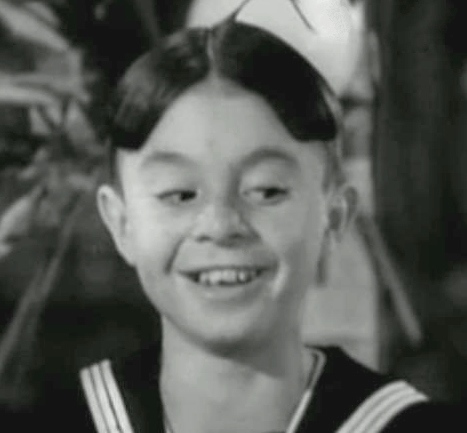
Carl Switzer
21 januari

| 1 | 2 | 3 | 4 | 5 | 6 | 7 | 8 | 9 | 10 | 11 | 12 | 13 | 14 | 15 | 16 | 17 | 18 | 19 | 20 | 21 | 22 | 23 | 24 | 25 | 26 | 27 | 28 | 29 | 30 | 31 |
| - | - | - | - | - | - | - | - | - | -- | -- | -- | -- | -- | -- | -- | -- | -- | -- | -- | -- | -- | -- | -- | -- | -- | -- | -- | -- | -- | -- |

### 3 januari
- Ed Cuffee (56), Amerikaans jazzmusicus
- Edwin Muir (71), Brits dichter

### 5 januari
- Adolpho Ducke (82), Braziliaans botanicus en entomoloog
- Emile Schevenels (82), Belgisch politicus

### 6 januari
- Henri Dulieu (54), Belgisch politicus

### 7 januari
- Cees Erkelens (69), Nederlands wielrenner
- Edmond Leclercq (91), Belgisch politicus
- Alfred Vander Stegen (89), Belgisch politicus

### 9 januari
- Giuseppe Bottai (63), Italiaans journalist en politicus
- Michael Scott (80), Brits golfspeler

### 10 januari
- Hendrik Bijlmer (68), Nederlands antropoloog

### 12 januari
- Edward Eriksen (82), Deens beeldhouwer
- Heinrich Ernst Karl Jordan (97), Duits entomoloog

### 16 januari
- Fenny ten Bosch (23), Nederlands tennisster
- Issei Yamamoto (69), Japans astronoom

### 17 januari
- Alfons Du Bois (80), Belgisch burgemeester

### 18 januari
- Henri Koot (75), Nederlands cryptograaf en verzetsstrijder

### 21 januari
- Cecil B. DeMille (77), Amerikaans filmregisseur en -producent
- Klaas Galenkamp (81), Nederlands burgemeester
- Adolf Robbert van de Laar (87), Nederlands politicus
- Arie van der Lee (86), Nederlands beeldhouwer
- Lamar Edwin Stringfield (61), Amerikaans componist
- Carl Switzer (31), Amerikaans acteur

### 22 januari
- Mike Hawthorn (29), Brits autocoureur
- Else Mauhs (73), Duits-Nederlands actrice

### 23 januari
- Alberto Monsaraz (69), Portugees politicus

### 25 januari
- Augustin De Maeght (81), Belgisch politicus

### 26 januari
- Bruno Gröning (52), Duits gebedsgenezer

### 28 januari
- Johannes Kleiman (62), Nederlands verzetsstrijder

### 31 januari
- Joseph Merlot (72), Belgisch politicus

## Februari

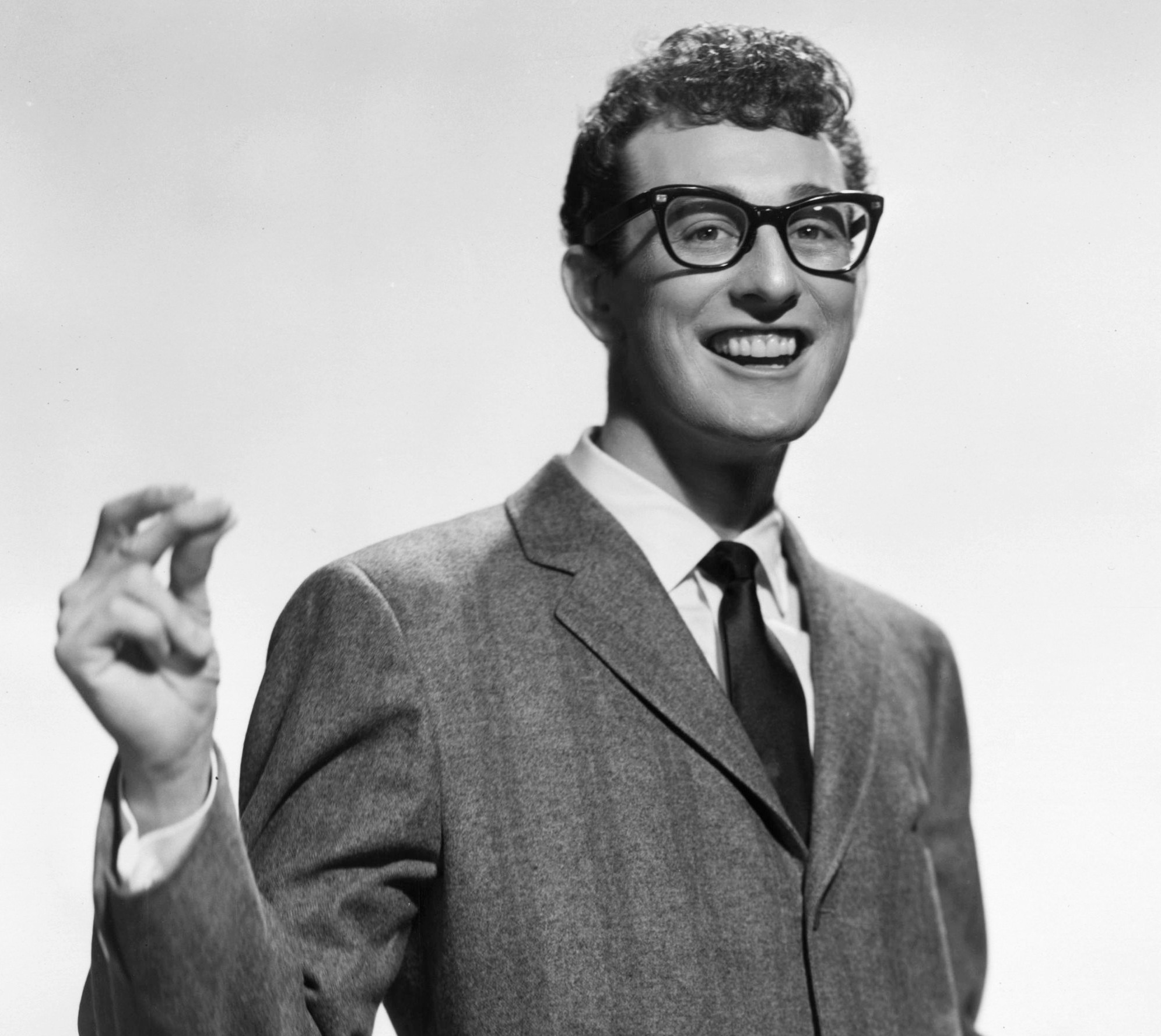
Buddy Holly
3 februari

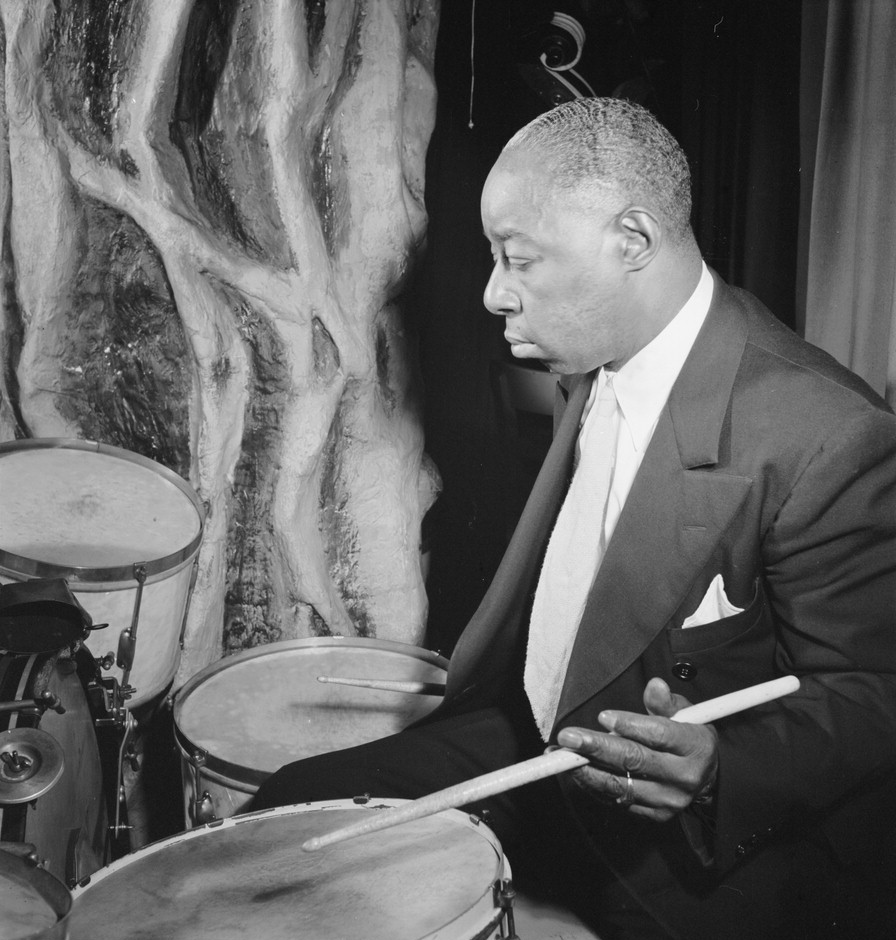
Baby Dodds
14 februari

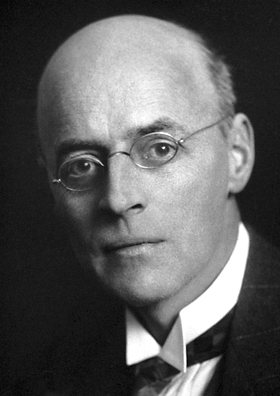
Owen Willans Richardson
15 februari

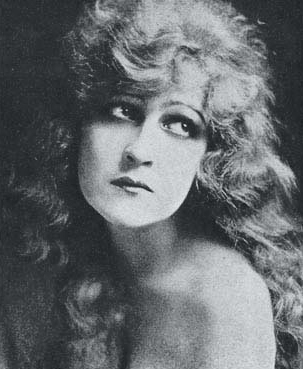
Kathryn Adams
17 februari

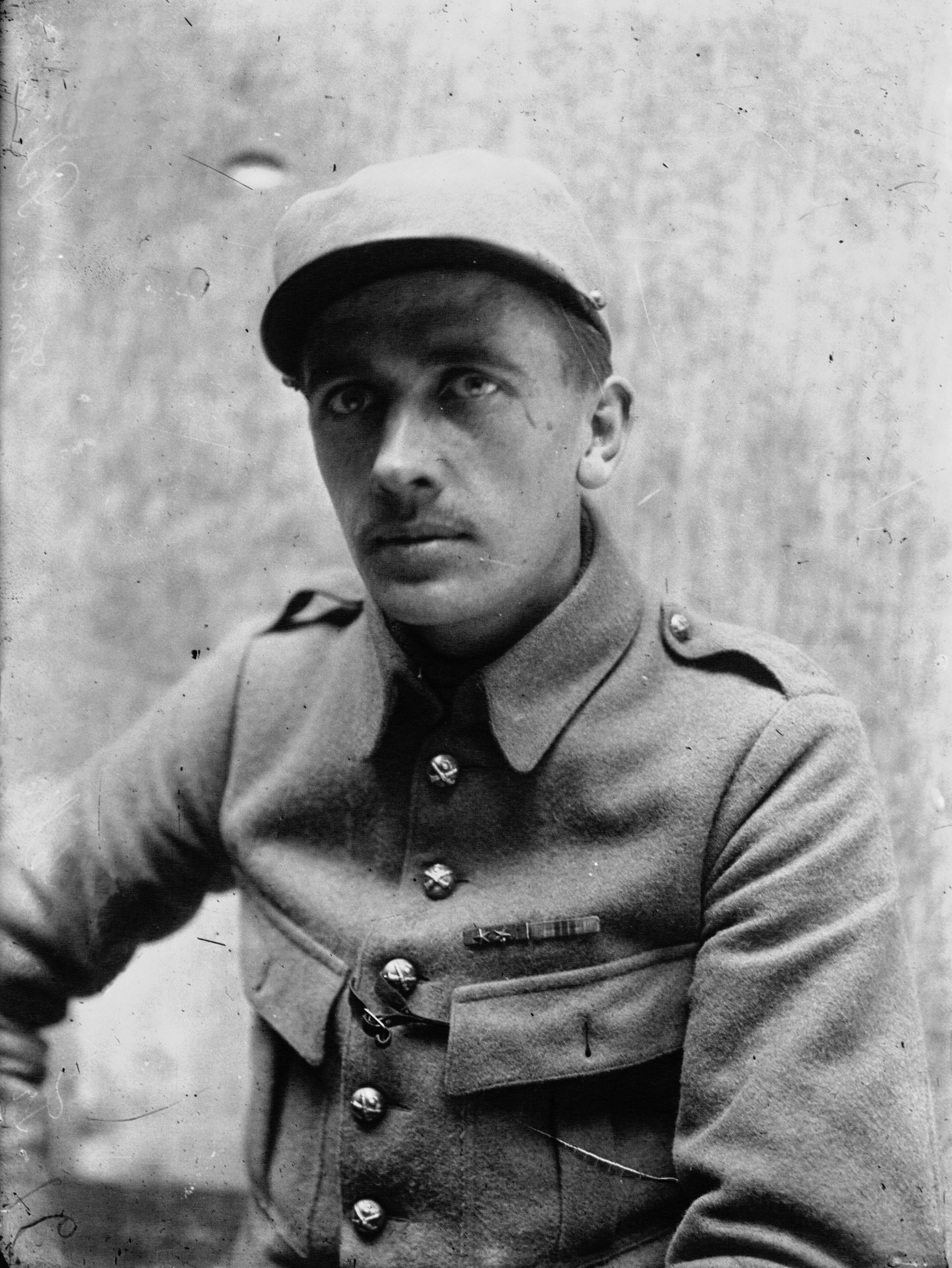
Francis Pélissier
22 februari

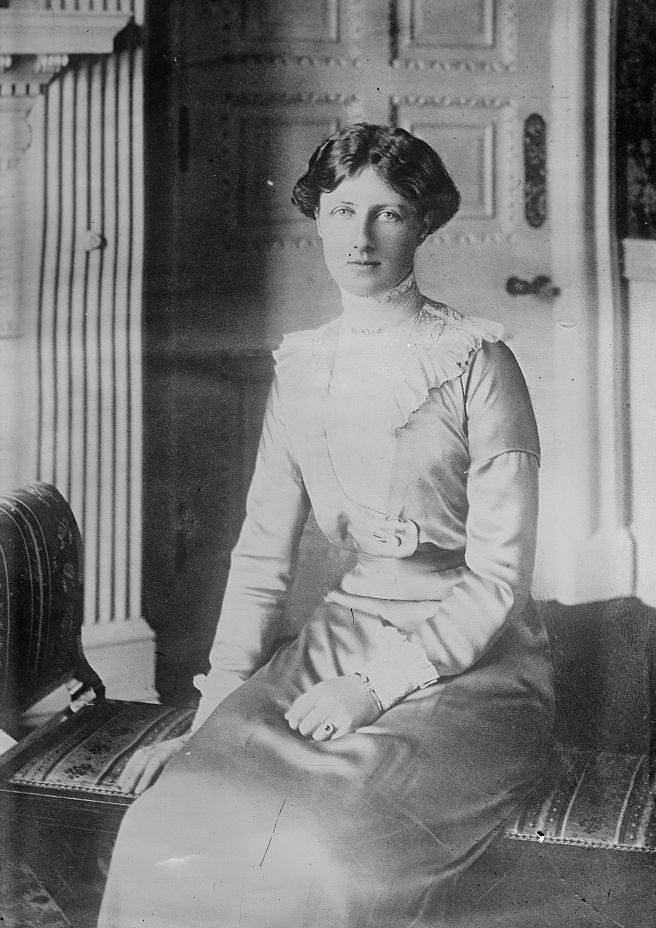
Alexandra Duff
26 februari

| 1 | 2 | 3 | 4 | 5 | 6 | 7 | 8 | 9 | 10 | 11 | 12 | 13 | 14 | 15 | 16 | 17 | 18 | 19 | 20 | 21 | 22 | 23 | 24 | 25 | 26 | 27 | 28 |
| - | - | - | - | - | - | - | - | - | -- | -- | -- | -- | -- | -- | -- | -- | -- | -- | -- | -- | -- | -- | -- | -- | -- | -- | -- |

### 1 februari
- Frank Shannon (84), Iers-Amerikaans acteur

### 2 februari
- Alexander Rueb (76), Nederlands schaker

### 3 februari
- Omgekomen bij een vliegtuigongeluk bij Clear Lake (VS):
  - The Big Bopper (28), Amerikaans zanger en diskjockey
  - Buddy Holly (22), Amerikaans zanger
  - Ritchie Valens (17), Amerikaans zanger
- Servillano Aquino (84), Filipijns militair leider en revolutionair

### 4  februari
- Una O'Connor (78), Iers actrice

### 5  februari
- Curt Sachs (77), Duits musicoloog

### 6  februari
- Maria Adelheid van Bourbon-Parma (73), lid huis Bourbon-Parma

### 7  februari
- Daniël François Malan (84), Zuid-Afrikaans politicus
- John Semmelink (20), Canadees skiër

### 8  februari
- Edmond Dutry (61), Belgisch kunstschilder
- Willem Rip (55), Nederlands politicus en hoogleraar

### 9  februari
- Karl Mauss (60), Duits militair leider
- Jan Moedwil (63), Belgisch radiopresentator
- Ignaz Neumark (70), Pools-Nederlands dirigent

### 10 februari
- Andreas Hermanus Buissink (53), Nederlands burgemeester

### 11 februari
- Marshall Teague (37), Amerikaans autocoureur

### 12 februari
- George Antheil (58), Amerikaans componist

### 14 februari
- Joannes Henricus Paulus Bellefroid (89), Belgisch-Nederlands jurist
- Baby Dodds (60), Amerikaans jazzdrummer

### 15 februari
- Rintje van der Brug (74), Nederlands politicus
- Owen Willans Richardson (79), Brits natuurkundige

### 17 februari
- Kathryn Adams (65), Amerikaans actrice

### 18 februari
- Pierre Ryckmans (67), Belgisch koloniaal bestuurder

### 20 februari
- Otto Bartning (75), Duits architect

### 21 februari
- Marziano Perosi (83), Italiaans componist

### 22 februari
- Karl Hessenberg (54), Duits wiskundige
- Robert Noorduyn (65), Nederlands vliegtuigbouwer
- Francis Pélissier (64), Frans wielrenner

### 23 februari
- Pierre Frieden (66), Luxemburgs politicus
- Piet Kooiman (67), Nederlands verzetsstrijder

### 24 februari
- Emil Lohner (93), Zwitsers politicus
- Stanislas Emmanuel van Outryve d'Ydewalle (87), Belgisch burgemeester

### 26 februari
- Alexandra Duff (67), lid Britse koningshuis

### 27 februari
- Paul Chabanaud (82), Frans zoöloog

### 28 februari
- Maxwell Anderson (70), Amerikaans schrijver

## Maart

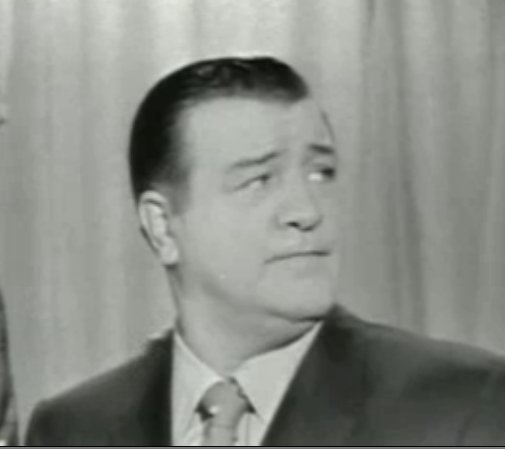
Lou Costello
3 maart

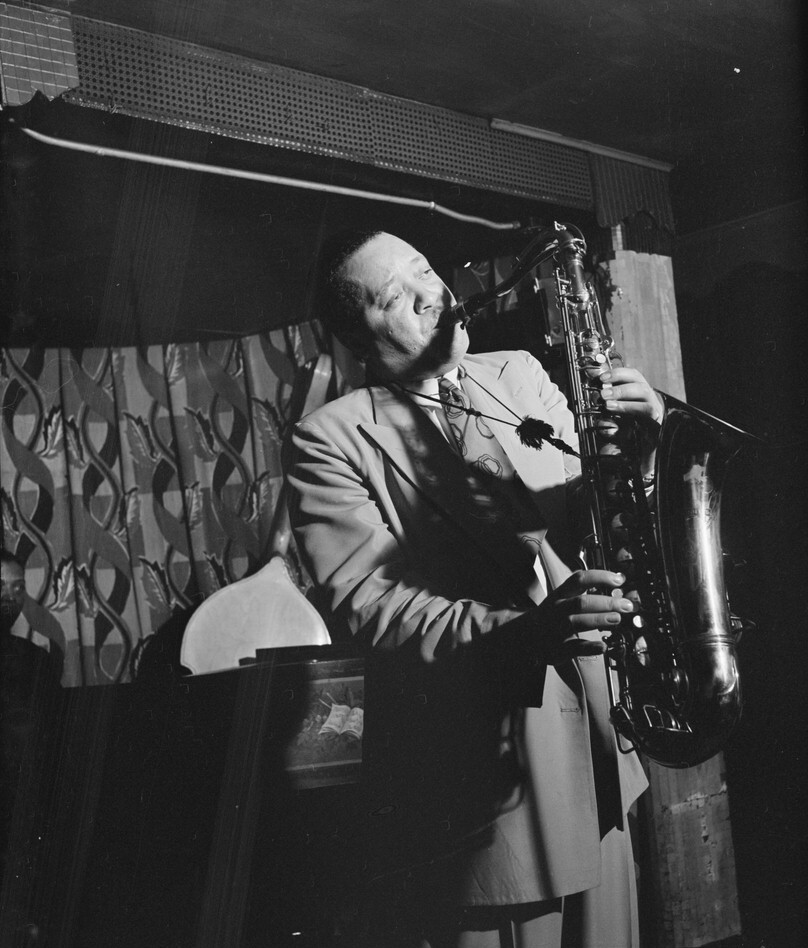
Lester Young
15 maart

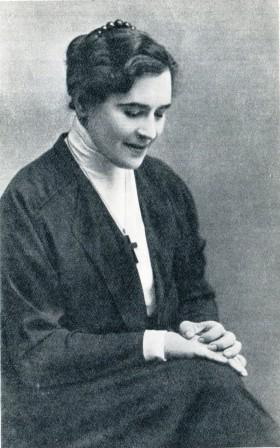
Olga Knipper
22 maart

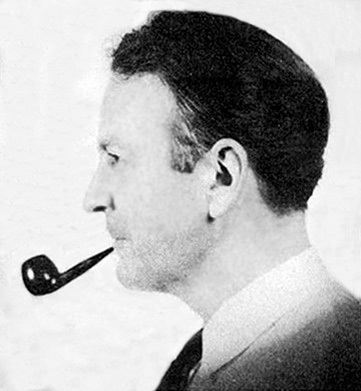
Raymond Chandler
26 maart

| 1 | 2 | 3 | 4 | 5 | 6 | 7 | 8 | 9 | 10 | 11 | 12 | 13 | 14 | 15 | 16 | 17 | 18 | 19 | 20 | 21 | 22 | 23 | 24 | 25 | 26 | 27 | 28 | 29 | 30 | 31 |
| - | - | - | - | - | - | - | - | - | -- | -- | -- | -- | -- | -- | -- | -- | -- | -- | -- | -- | -- | -- | -- | -- | -- | -- | -- | -- | -- | -- |

### 1 maart
- Louis Duysburgh (67), Belgisch politicus
- Jean Van Laerhoven (79), Belgisch politicus

### 3 maart
- Lou Costello (52), Amerikaans acteur en komiek

### 4 maart
- Maxey Long (80), Amerikaans atleet

### 6 maart
- Henri van der Mandere (75), Nederlands journalist en vredesactivist

### 7 maart
- Arthur Cecil Pigou (81), Brits econoom
- Adolf Gustav Smekal (63), Oostenrijks natuurkundige

### 8 maart
- Mia Boissevain (80), Nederlands activiste
- Robert Van Eenaeme (42), Belgisch wielrenner

### 9 maart
- Caesar Van Kerckhove (71), Belgisch geestelijke

### 11 maart
- Haydn Wood (76), Brits componist

### 12 maart
- Camille Guyaux (85), Belgisch politicus

### 13 maart
- Robert Neumaier (73), Duits voetballer

### 15 maart
- Lester Young (73), Amerikaans jazzsaxofonist

### 16 maart
- Jops Reeman (72), Nederlands voetballer

### 19 maart
- Jan van Angeren (64), Nederlands politicus

### 21 maart
- Robbert Blaisse (58), Nederlands roeier

### 22 maart
- Olga Knipper (90), Russisch actrice
- Simon Plekker (76), Nederlands politicus

### 23 maart
- Joseph Siccard (76), Belgisch politicus

### 26 maart
- Raymond Chandler (70), Amerikaans schrijver

### 28 maart
- Edmond Debeaumarché (52), Frans verzetsstrijder

### 29 maart
- Barthélemy Boganda (48), Centraal-Afrikaans politicus

### 30 maart
- Gerard Hoppen (73), Nederlands beeldhouwer

### 31 maart
- Cyrille Van Overbergh (93), Belgisch geestelijke

## April

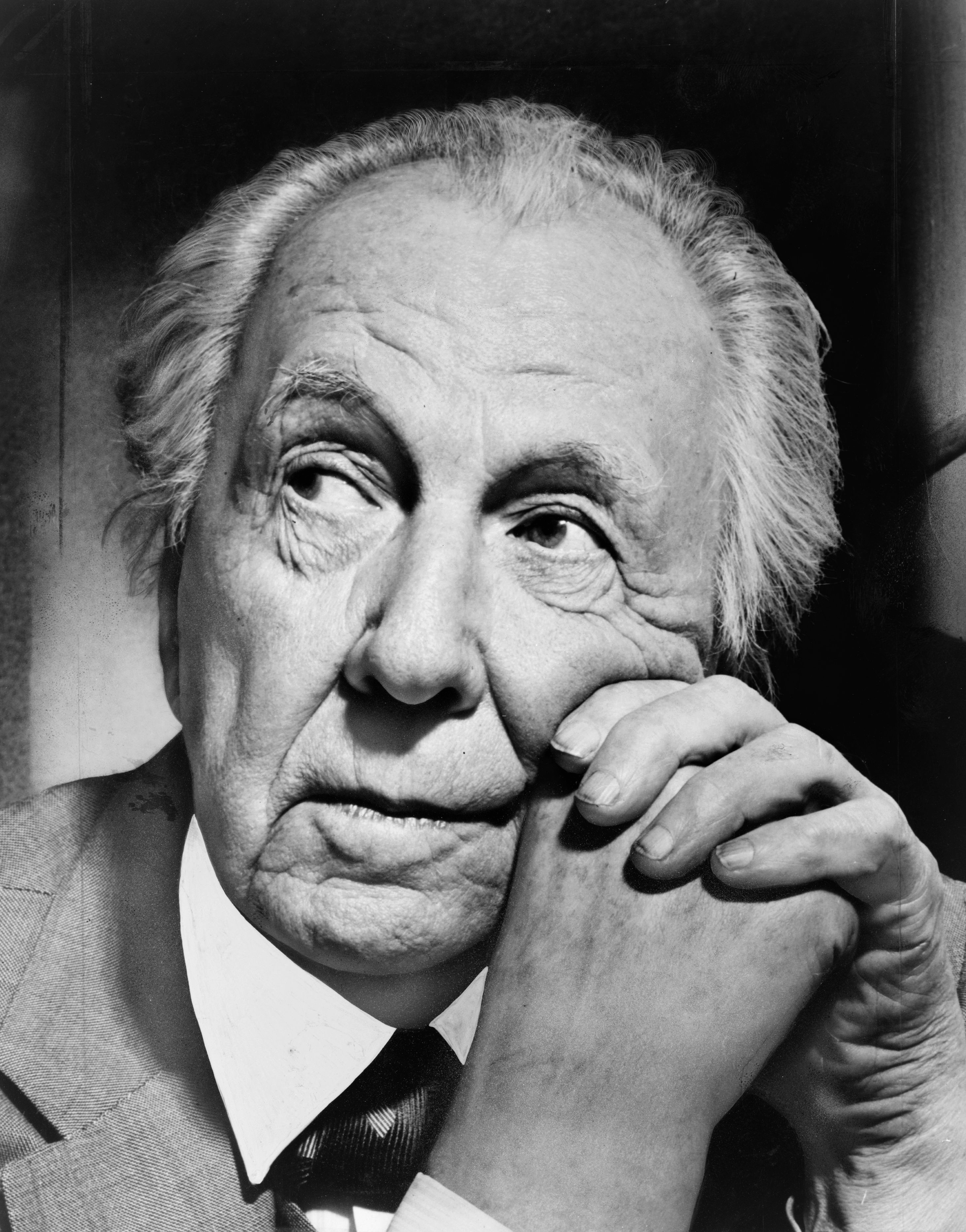
Frank Lloyd Wright
9 april

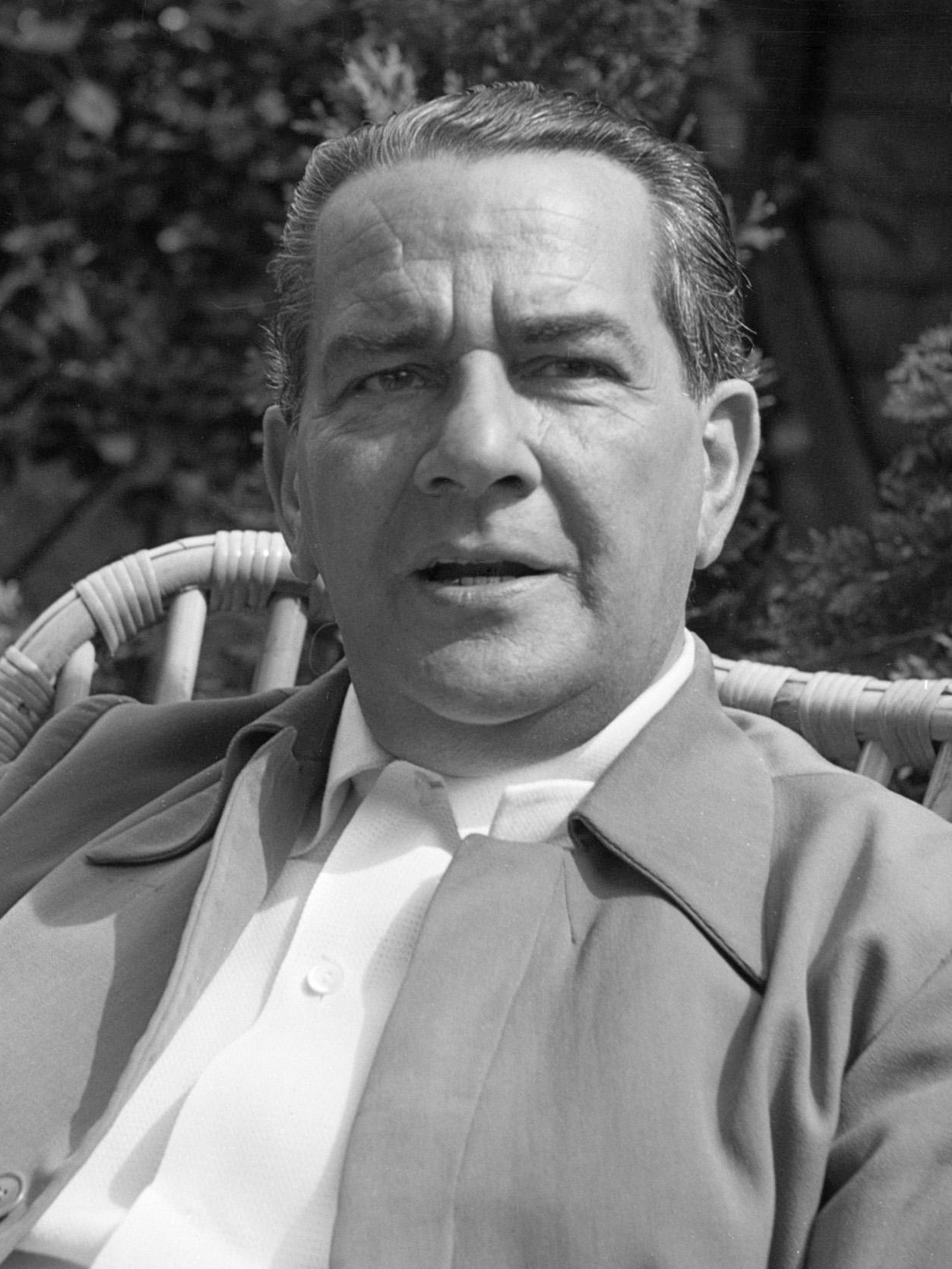
Eduard van Beinum
13 april

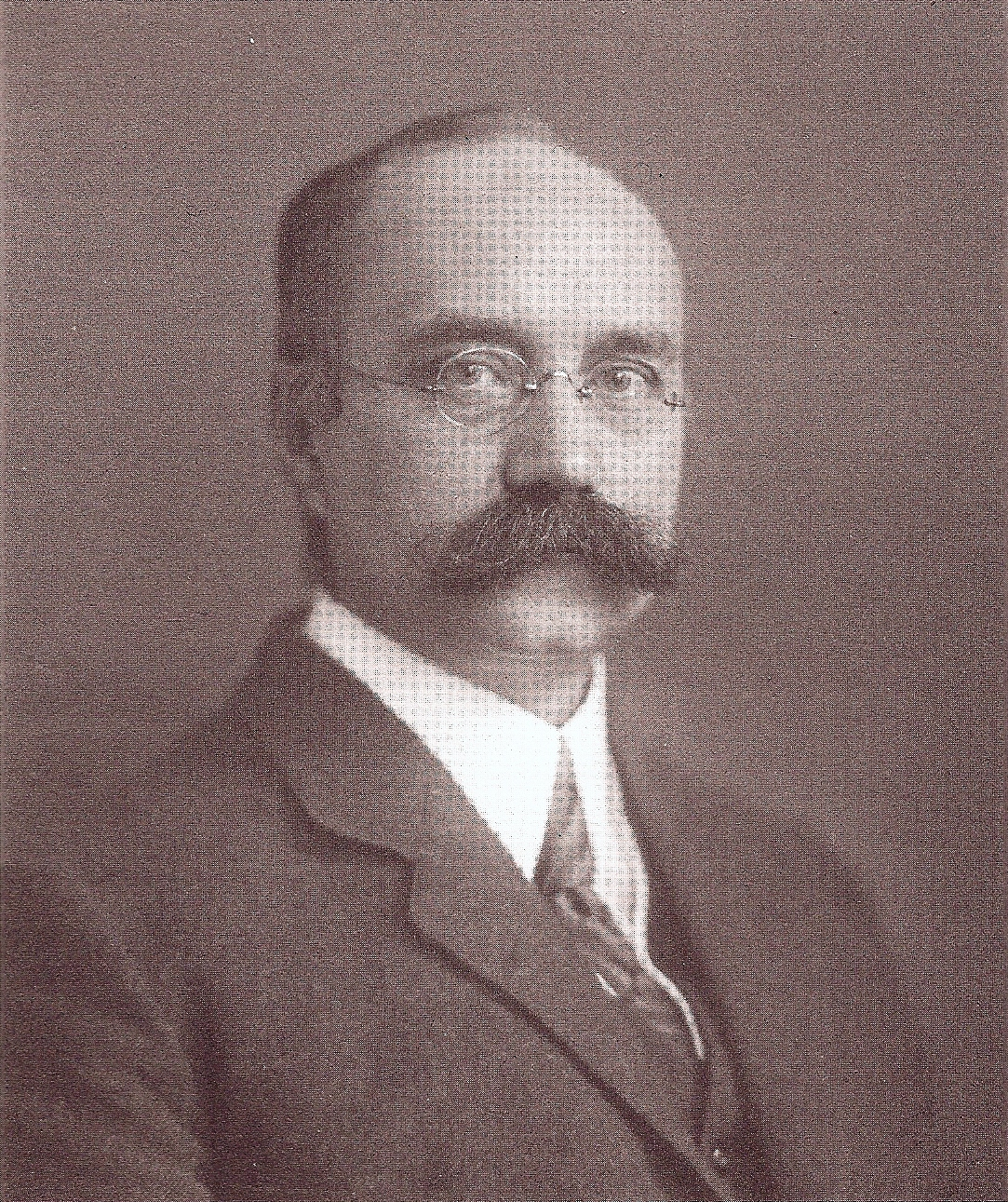
Hilmar Johannes Backer
29 april

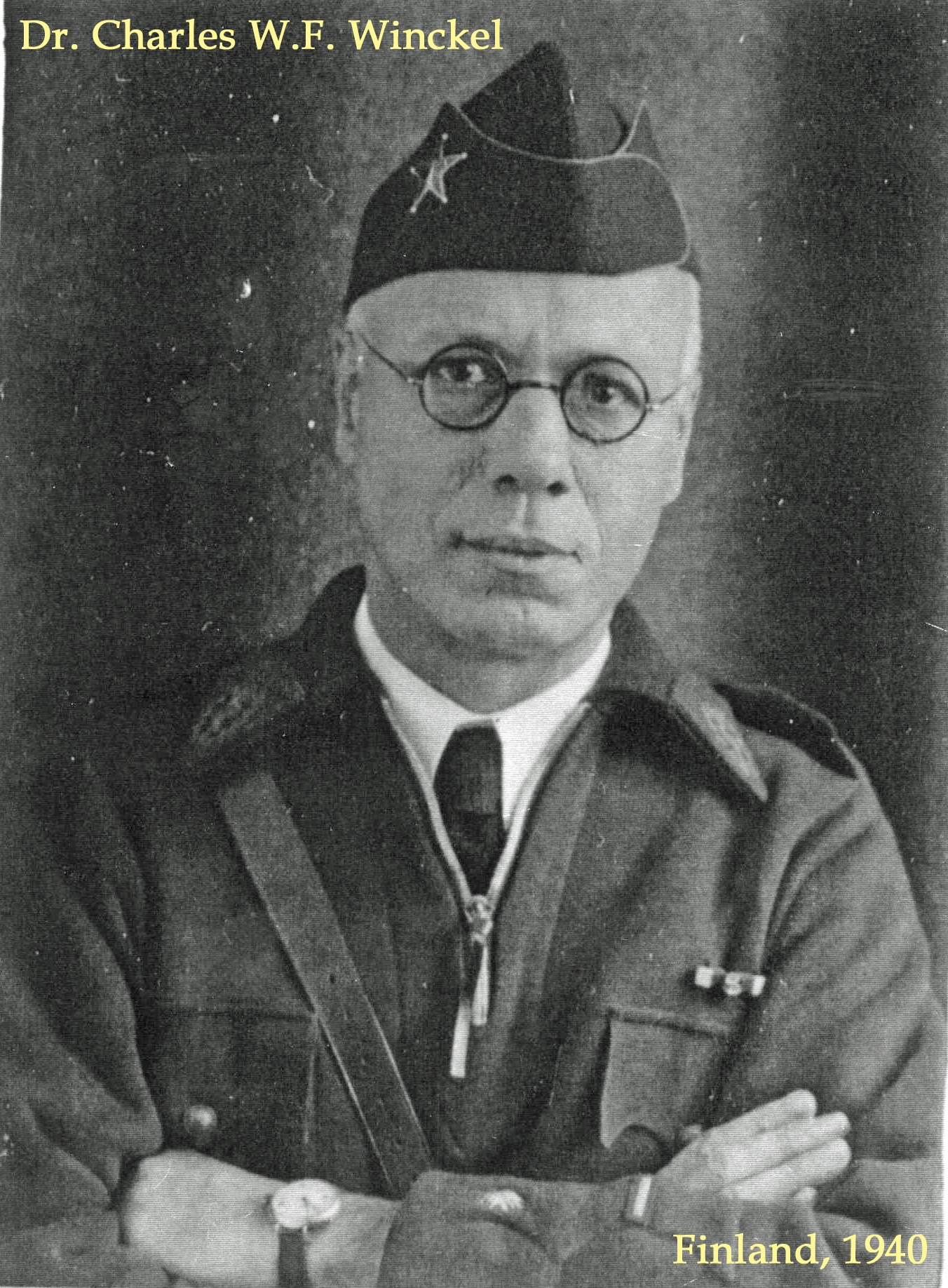
Charles Winckel
30 april

| 1 | 2 | 3 | 4 | 5 | 6 | 7 | 8 | 9 | 10 | 11 | 12 | 13 | 14 | 15 | 16 | 17 | 18 | 19 | 20 | 21 | 22 | 23 | 24 | 25 | 26 | 27 | 28 | 29 | 30 |
| - | - | - | - | - | - | - | - | - | -- | -- | -- | -- | -- | -- | -- | -- | -- | -- | -- | -- | -- | -- | -- | -- | -- | -- | -- | -- | -- |

### 4 april
- George Amick (34), Amerikaans autocoureur
- Theo Rüdiger (80), Duits componist

### 6 april
- Alfred Steele (57), Amerikaans ondernemer

### 8 april
- Antonio Ejercito (62), Filipijns medisch onderzoeker
- Jonathan Zenneck (87), Duits natuurkundige

### 9 april
- Frederick Leveson-Gower (84), Brits politicus
- Frank Lloyd Wright (91), Amerikaans architect

### 11 april
- Albert Van Hecke (77), Belgisch politicus

### 12 april
- Willy Lauwers (22), Belgisch wielrenner

### 13 april
- Eduard van Beinum (58), Nederlands dirigent
- Maurice Dupuis (76), Belgisch kunstenaar en museumdirecteur
- Rigardus Rijnhout (36), langste persoon van Nederland
- Fred Thomas (52), journalist en schrijver

### 14 april
- Bertram Storm van 's Gravesande (85), Nederlands burgemeester
- Alfons Trypsteen (67), Belgisch burgemeester

### 15 april
- Friedrich Carl Heinrich Strauch (63), Duits spion

### 18 april
- Irving Cummings (70), Amerikaans acteur en regisseur

### 24 april
- Jef van Hoof (72), Belgisch componist

### 25 april
- Albert Polman (56), Nederlands medicus

### 27 april
- Gerard Debaets (60), Belgisch wielrenner
- Johan Valk (69), Nederlands acteur

### 28 april
- Ki Hadjar Dewantara (69), Indonesisch politicus

### 29 april
- Kenneth Arthur Noel Anderson (67), Brits militair
- Hilmar Johannes Backer (77), Nederlands scheikundige

### 30 april
- Armand Marsick (81), Belgisch componist
- Kafu Nagai (79), Japans schrijver
- Charles Winckel (77), Nederlands medicus

## Mei

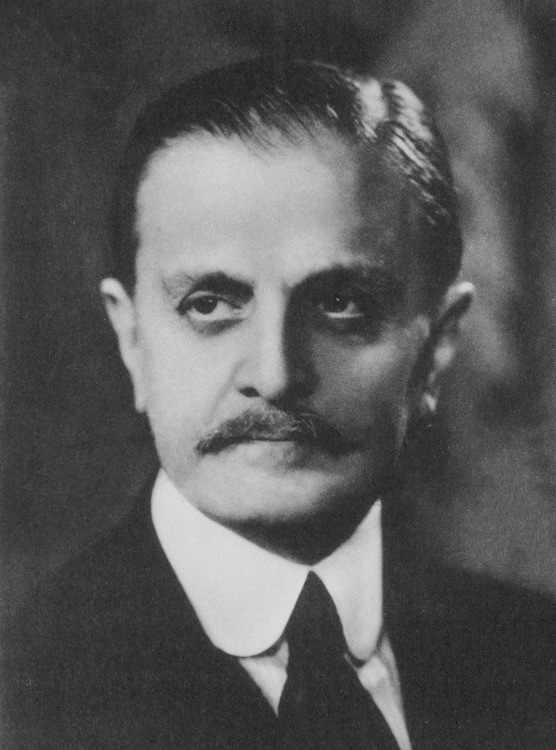
Carlos Saavedra Lamas
5 mei

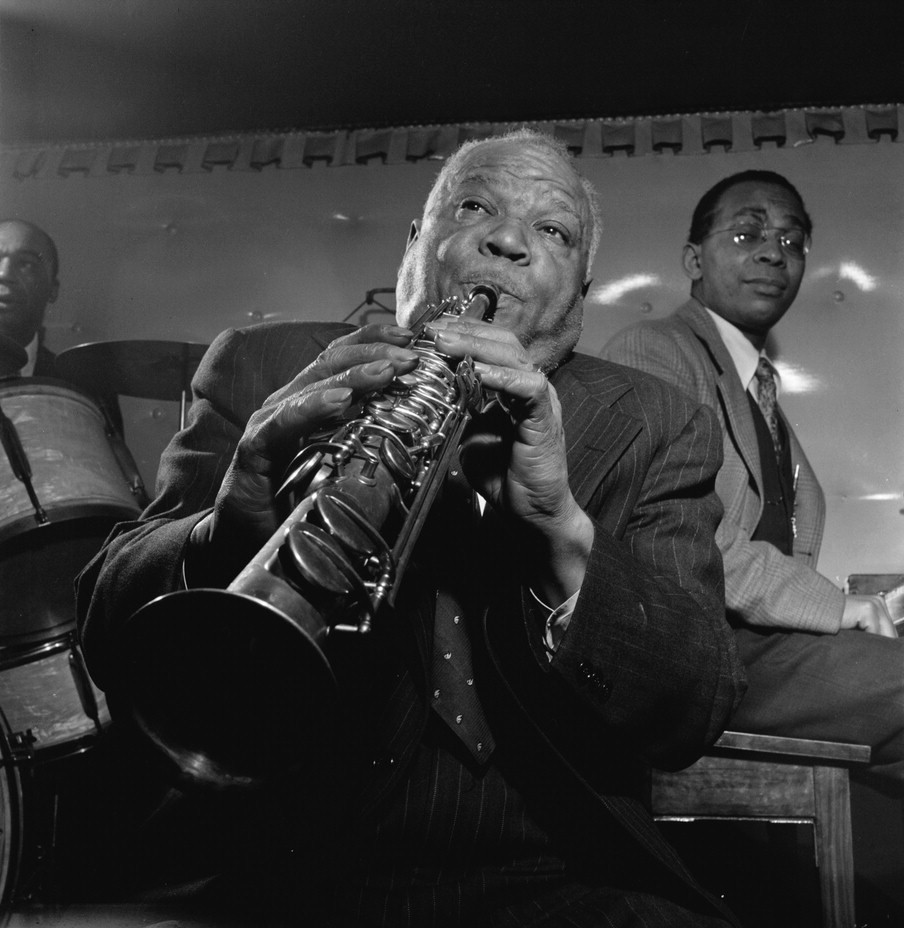
Sidney Bechet
14 mei

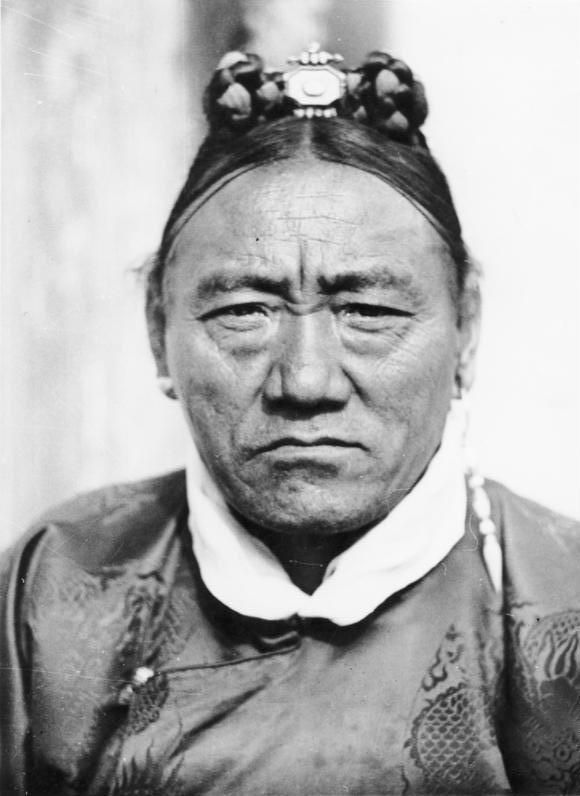
Tsarong Dasang Dramdül
14 mei

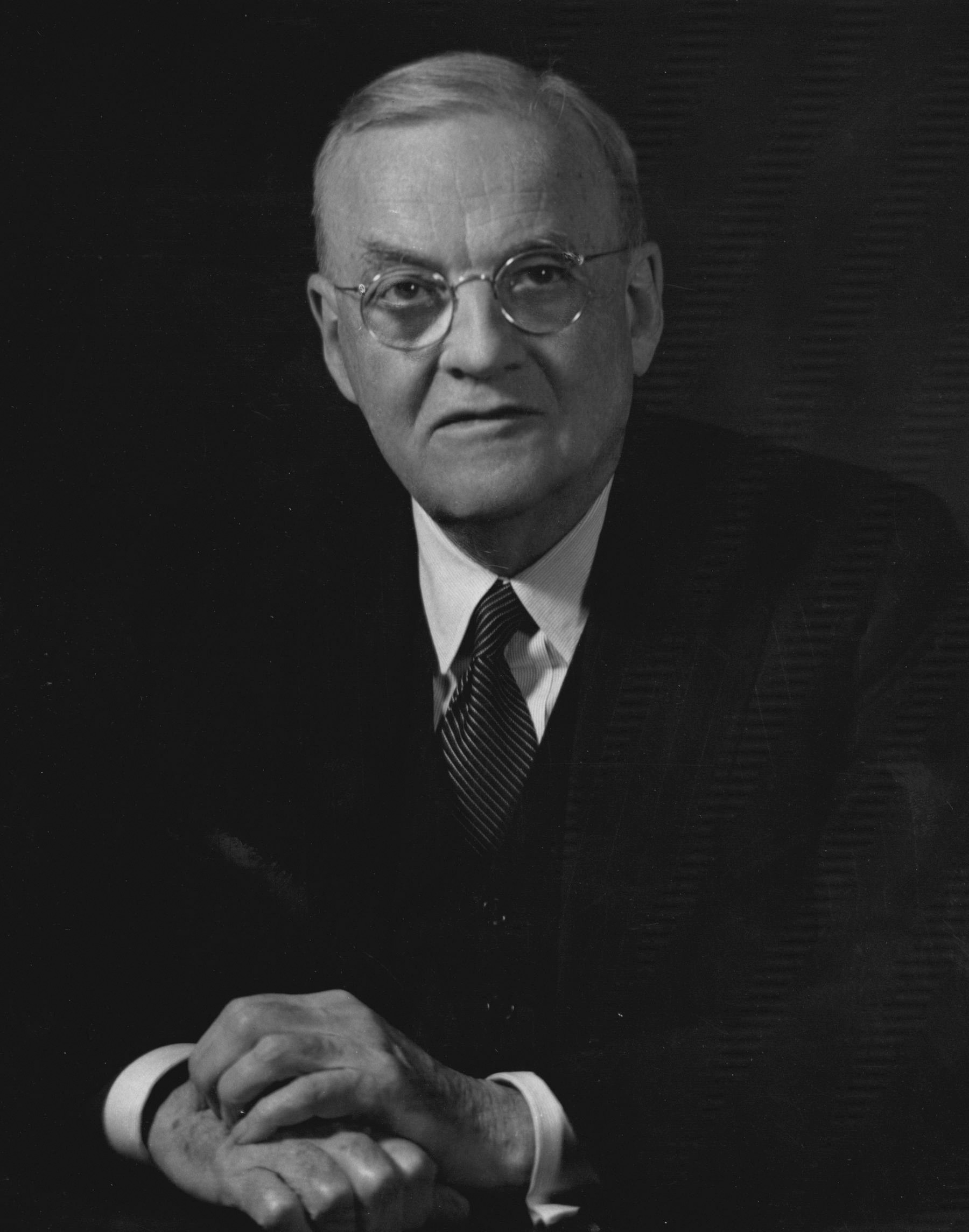
John Foster Dulles
24 mei

| 1 | 2 | 3 | 4 | 5 | 6 | 7 | 8 | 9 | 10 | 11 | 12 | 13 | 14 | 15 | 16 | 17 | 18 | 19 | 20 | 21 | 22 | 23 | 24 | 25 | 26 | 27 | 28 | 29 | 30 | 31 |
| - | - | - | - | - | - | - | - | - | -- | -- | -- | -- | -- | -- | -- | -- | -- | -- | -- | -- | -- | -- | -- | -- | -- | -- | -- | -- | -- | -- |

### 2 mei
- Louis Bernard (80), Belgisch politicus

### 3 mei
- Tippe Lumbye (79), Deens componist

### 4 mei
- Henri Berssenbrugge (86), Nederlands kunstschilder en fotograaf

### 5 mei
- Carlos Saavedra Lamas (80), Argentijns politicus

### 6 mei
- Edgard De Bruyne (61), Belgisch filosoof en politicus
- Theodor Robert Leuschner (81), Duits componist

### 10 mei
- Max Charles Emile Bongaerts (84), Nederlands politicus
- Albert Thévenon (57), Frans waterpolospeler

### 14 mei
- Maria Antonia van Bragança (96), Portugees prinses
- Sidney Bechet (62), Amerikaans jazzmusicus
- Tsarong Dasang Dramdül (71), Tibetaans militair en politicus

### 15 mei
- Alexander Forbes (88), Zuid-Afrikaans astronoom

### 17 mei
- Jerry Unser (26), Amerikaans autocoureur

### 18 mei
- Enrique Guaita (48), Argentijns voetballer
- George Maddison (56), Engels voetballer

### 19 mei
- Bob Cortner (32), Amerikaans autocoureur

### 20 mei
- Alfred Schütz (60), Oostenrijks filosoof en socioloog

### 24 mei
- John Foster Dulles (71), Amerikaans staatsman
- Ville Kyrönen (68), Fins atleet

### 27 mei
- Robert Morton Nance (86), Brits taalkundige, gespecialiseerd in het Cornisch

### 28 mei
- Charles Pélissier (56), Frans wielrenner
- Léon Thienpont (80), Belgisch politicus

### 29 mei
- Blanka Gyselen (49), Belgisch dichter
- Boris Kowadlo (47), Pools-Nederlands fotograaf en verzetsstrijder
- Raymond Van den broecke (64), Belgisch politicus

## Juni

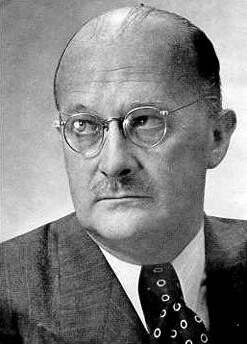
Adolf Windaus
9 juni

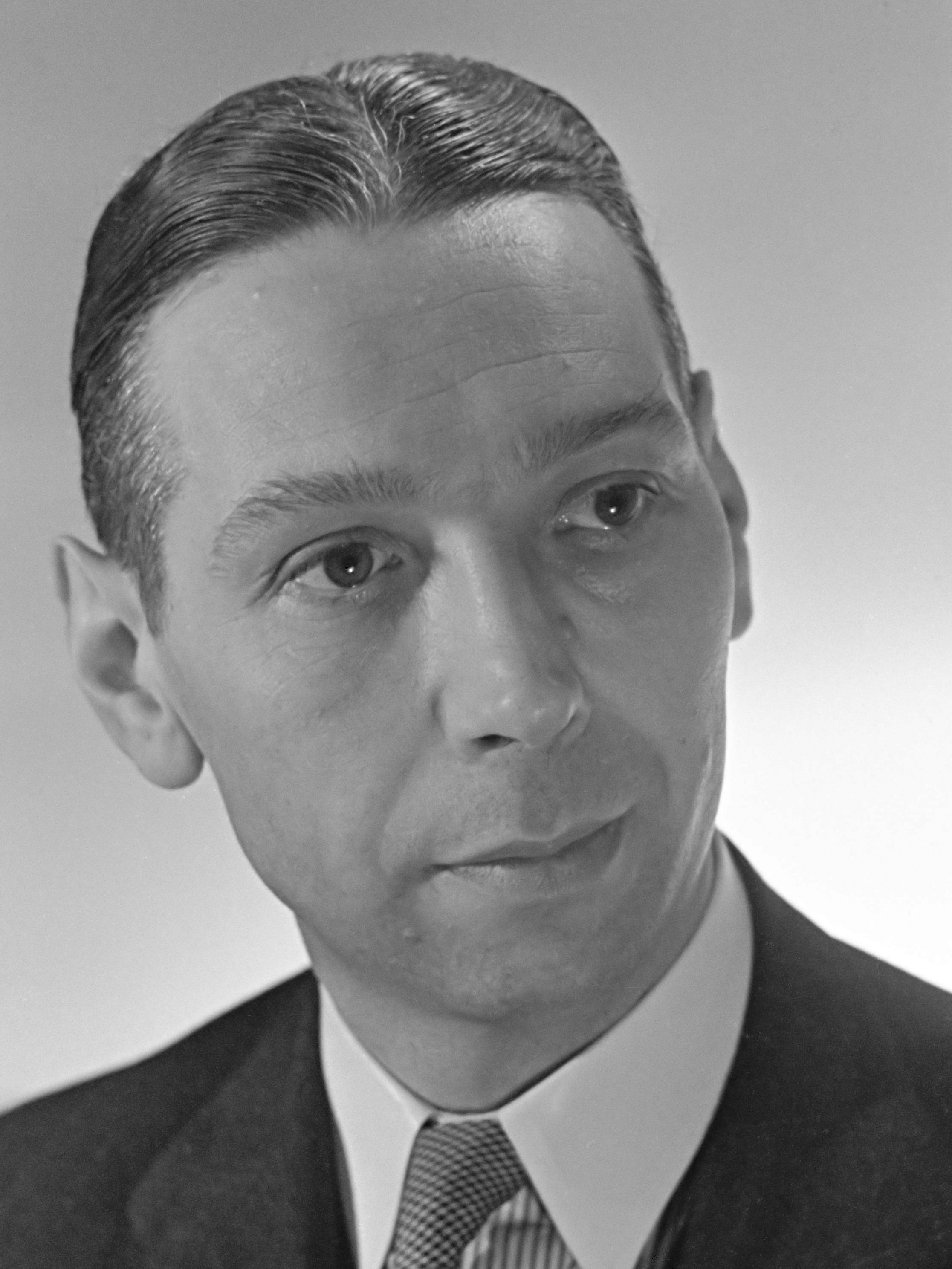
Hendrik van den Broek
15 juni

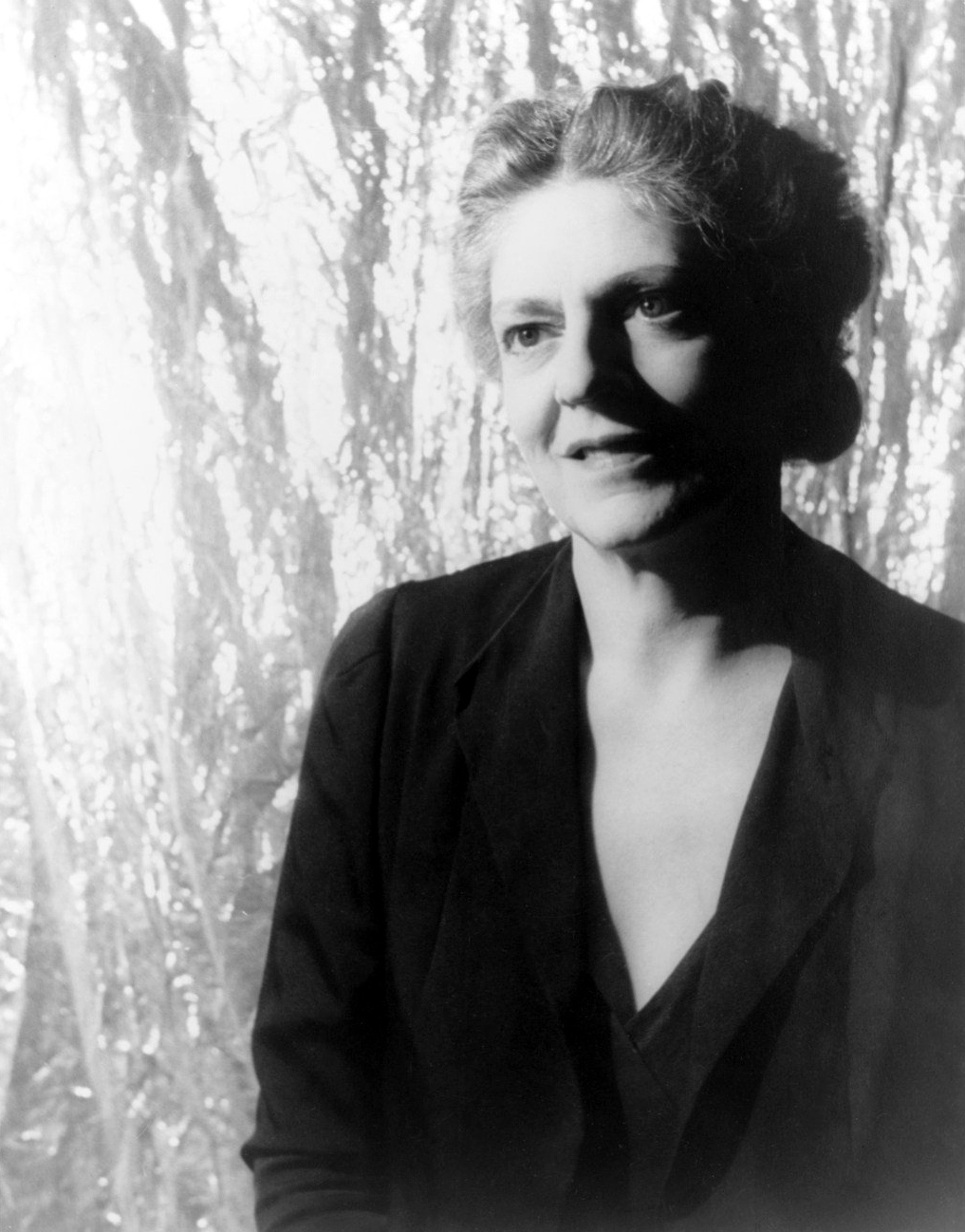
Ethel Barrymore
18 juni

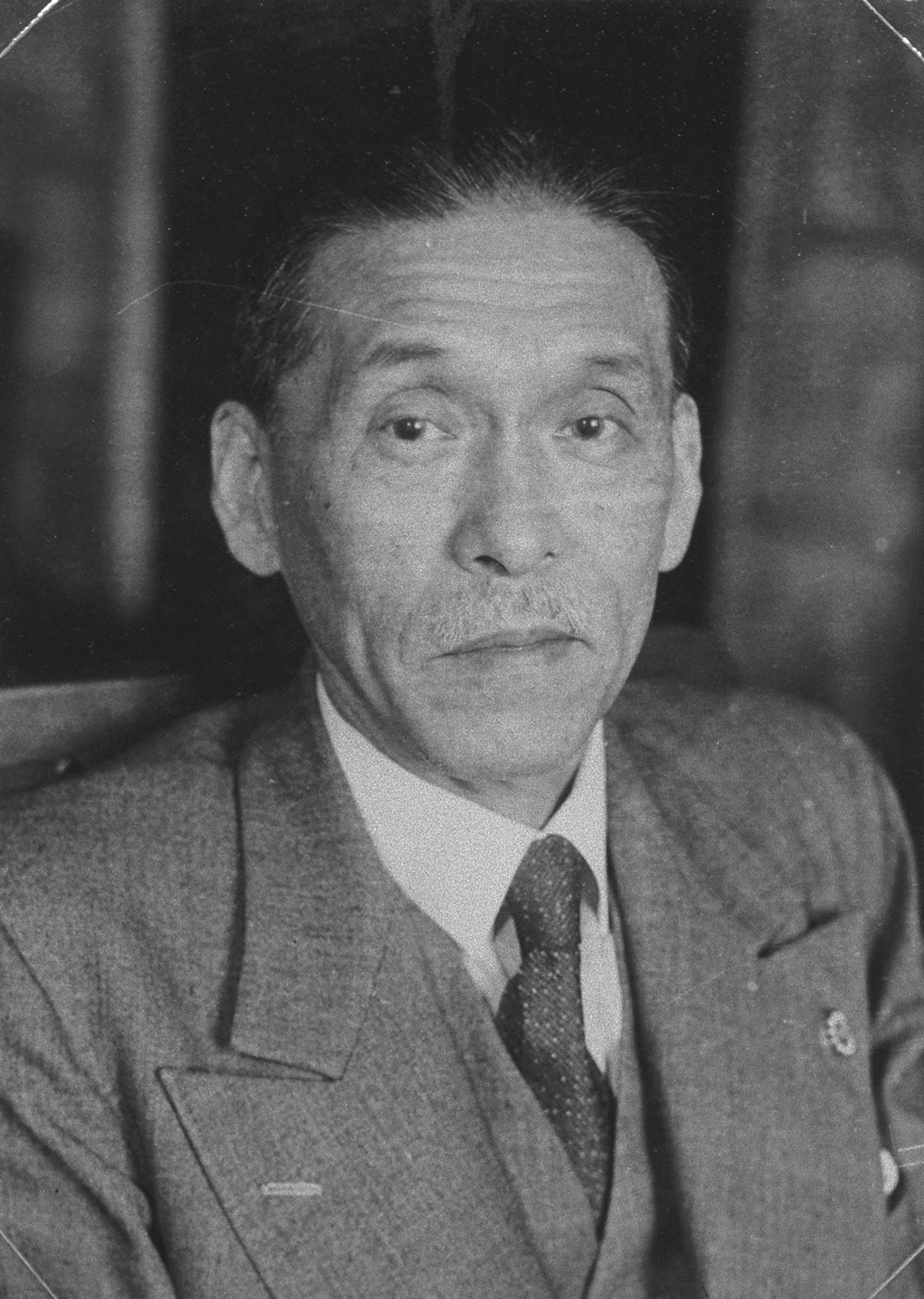
Hitoshi Ashida
20 juni

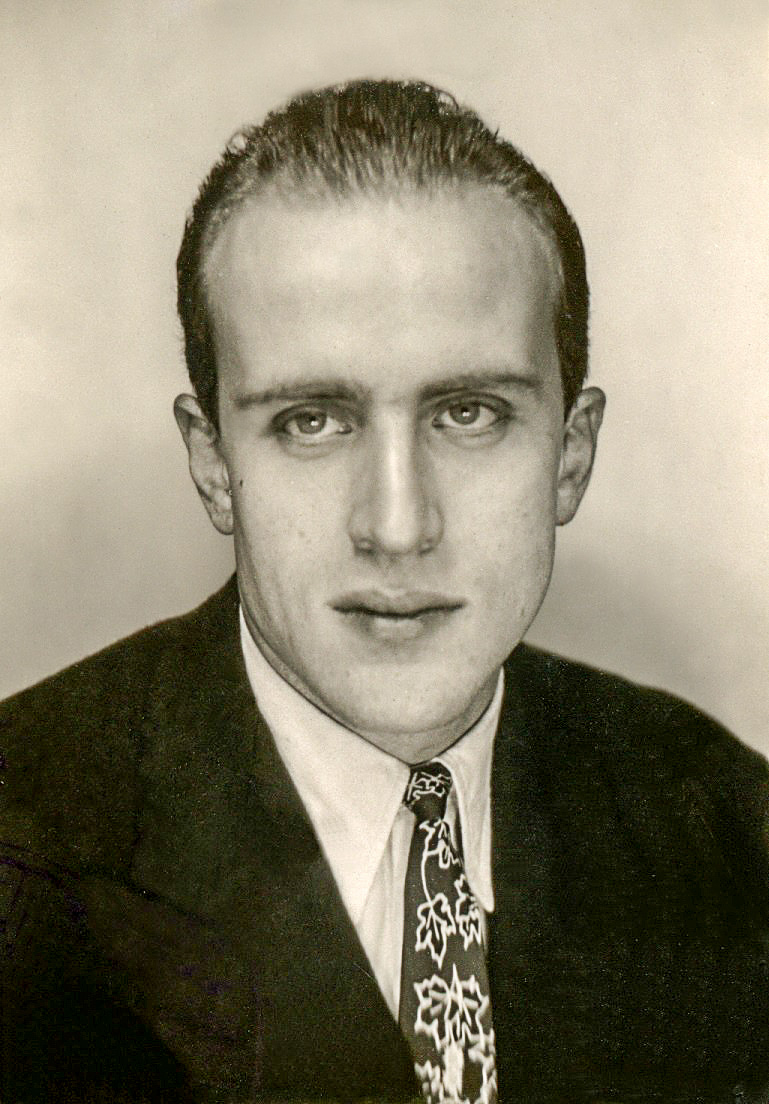
Boris Vian
23 juni

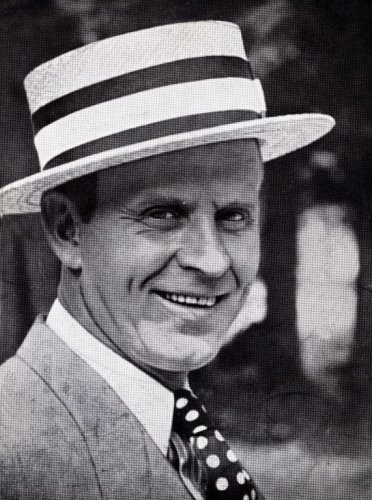
Lou Bandy
24 juni

| 1 | 2 | 3 | 4 | 5 | 6 | 7 | 8 | 9 | 10 | 11 | 12 | 13 | 14 | 15 | 16 | 17 | 18 | 19 | 20 | 21 | 22 | 23 | 24 | 25 | 26 | 27 | 28 | 29 | 30 |
| - | - | - | - | - | - | - | - | - | -- | -- | -- | -- | -- | -- | -- | -- | -- | -- | -- | -- | -- | -- | -- | -- | -- | -- | -- | -- | -- |

### 4 juni
- Charles Vidor (58), Amerikaans regisseur

### 5 juni
- Willem Diehl (83), Nederlands architect
- Lawrence Marrero (58), Amerikaans jazzmusicus

### 6 juni
- P.A.G. van Heeckeren van Brandsenburg (80), Nederlands burgemeester
- Fritz Kögl (61), Duits/Nederlands scheikundige

### 8 juni
- May Harrison (68), Brits violiste
- Leslie Johnson (47), Brits autocoureur
- Albert Smallenbroek (79), Nederlands architect

### 9 juni
- Everley Gregg (55), Brits actrice
- René Nebesky-Wojkowitz (35), Tsjechisch-Oostenrijks etnoloog en tibetoloog
- Adolf Windaus (82), Duits scheikundige

### 12 juni
- Klaas Visser (67), Nederlands zeevaarder

### 13 juni
- Valéry Bury (81), Belgisch componist

### 15 juni
- Hendrik van den Broek (58), Nederlands journalist

### 16 juni
- George Reeves (45), Amerikaans acteur

### 17 juni
- Jacques De Vocht (56), Belgisch politicus

### 18 juni
- Ethel Barrymore (79), Amerikaans actrice
- Vincenzo Cardarelli (72), Italiaans schrijver

### 20 juni
- Hitoshi Ashida (71), Japans politicus

### 21 juni
- Fridtjof Backer-Grøndahl (73), Noors componist en pianist
- Jozef Deschuyffeleer (45), Belgisch politicus

### 22 juni
- Isi Delvigne (77), Belgisch journalist en politicus
- Félix Guignot (76), Frans medicus en entomoloog
- Leonard Roggeveen (61), Nederlands kinderboekenschrijver
- Heinz Vopel (51), Duits wielrenner

### 23 juni
- Boris Vian (39), Frans schrijver

### 24 juni
- Lou Bandy (69), Nederlands zanger en conferencier

### 25 juni
- Charles Starkweather (20), Amerikaans moordenaar

### 26 juni
- Kurt Moeschter (56), Duits roeier

### 27 juni
- Elias van Bourbon-Parma (78), lid huis Bourbon-Parma

### 28 juni
- Max Buset (63), Belgisch politicus

### 29 juni
- Geert Lotsij (81), Nederlands roeier

### 30 juni
- Hermann Linkenbach (70), Duits ruiter
- Fernand Mathieu (74), Belgisch politicus
- José Vasconcelos (77), Mexicaans filosoof en politicus

## Juli

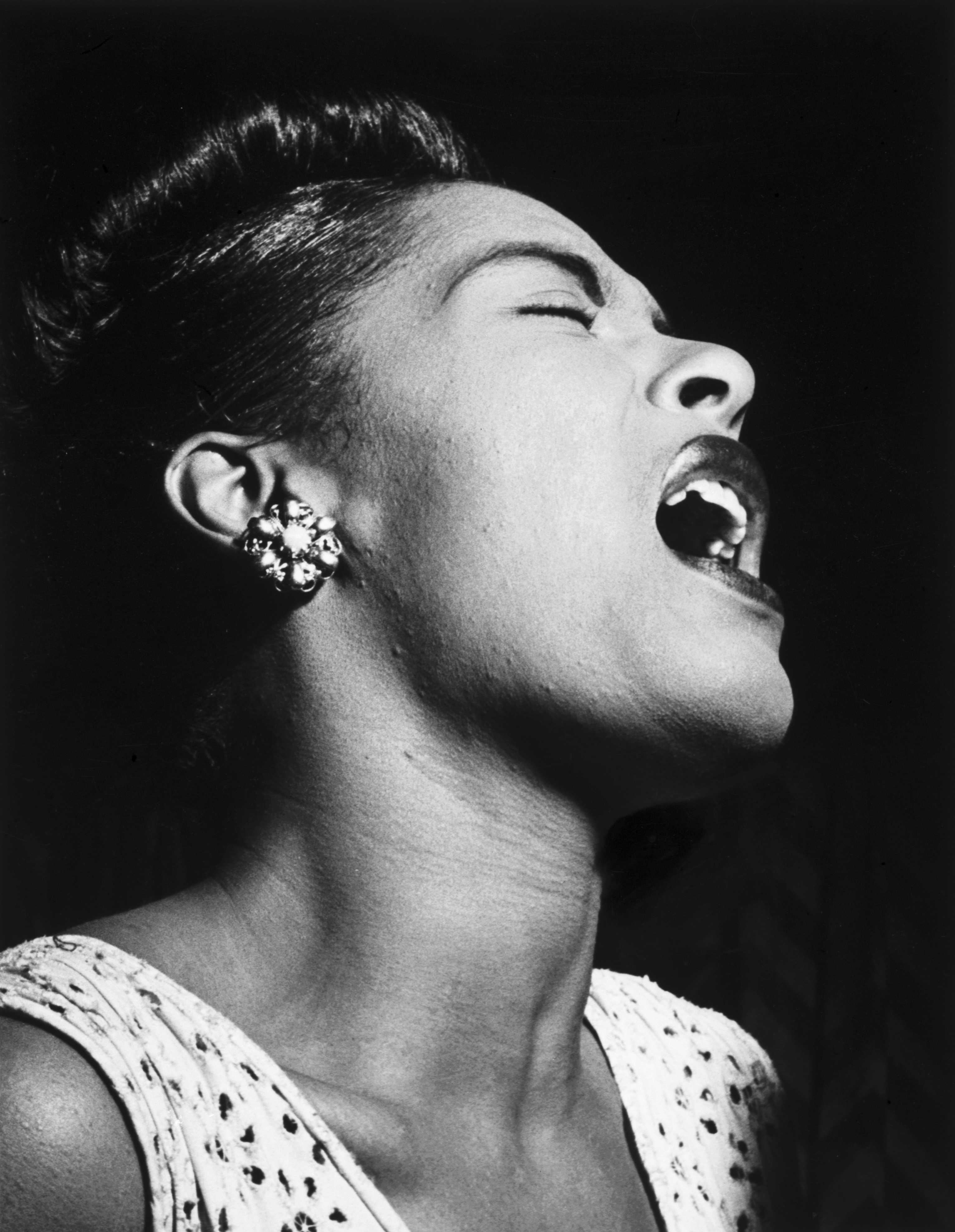
Billie Holiday
17 juli

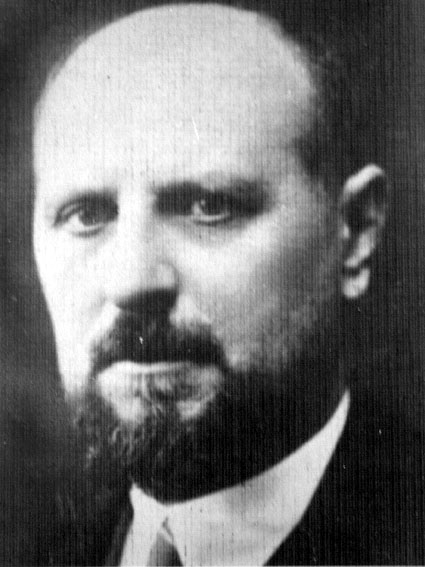
Aleksandar Tsankov
17 juli

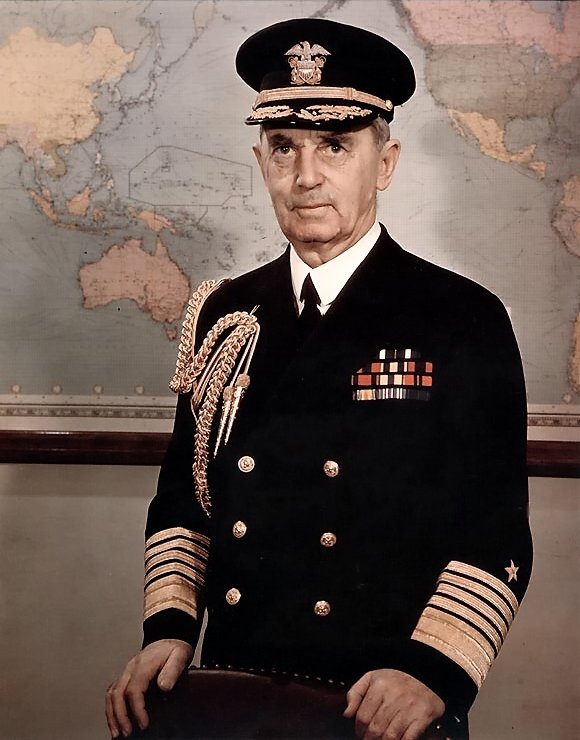
William Leahy
20 juli

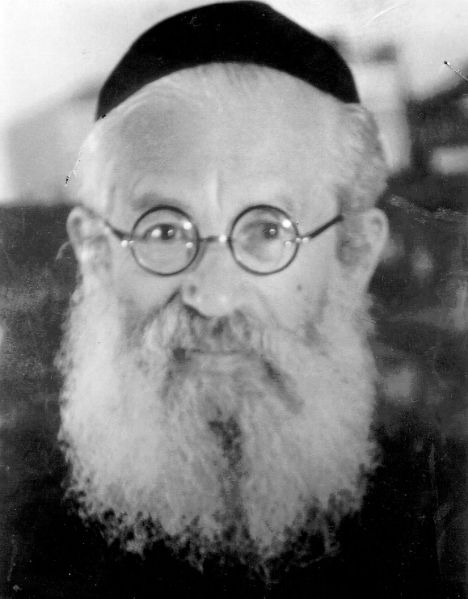
Yitzhak HaLevi Herzog
25 juli

| 1 | 2 | 3 | 4 | 5 | 6 | 7 | 8 | 9 | 10 | 11 | 12 | 13 | 14 | 15 | 16 | 17 | 18 | 19 | 20 | 21 | 22 | 23 | 24 | 25 | 26 | 27 | 28 | 29 | 30 | 31 |
| - | - | - | - | - | - | - | - | - | -- | -- | -- | -- | -- | -- | -- | -- | -- | -- | -- | -- | -- | -- | -- | -- | -- | -- | -- | -- | -- | -- |

### 2 juli
- Julien Houben (79), Belgisch politicus

### 5 juli
- Adolphe Van Glabbeke (54), Belgisch politicus

### 6 juli
- George Grosz (66), Duits kunstenaar

### 11 juli
- Marie Koenen (80), Nederlands schrijfster

### 12 juli
- Jim Kjelgaard (48), Amerikaans schrijver
- Henk Wamsteker (59), Nederlands voetballer

### 14 juli
- Grock (79), Zwitsers circusartiest

### 15 juli
- Ernest Bloch (78), Zwitsers-Amerikaans componist

### 17 juli
- Billie Holiday (44), Amerikaans jazz- en blueszangeres
- Aleksandar Tsankov (80), Bulgaars politicus

### 19 juli
- Imre Schlosser (69), Hongaars voetballer
- Van Johnson (32), Amerikaans autocoureur

### 20 juli
- Karl Ansén (71), Zweeds voetballer
- William Leahy (84), Amerikaans militair

### 22 juli
- David van Dantzig (58), Nederlands wiskundige

### 25 juli
- Yitzhak HaLevi Herzog (70), Israëlisch geestelijke
- Mutara III (47), koning van Rwanda

### 28 juli
- Roald Larsen (61), Noors schaatser

### 29 juli
- Charles Laeser (79), Zwitsers wielrenner

### 31 juli
- Germaine Richier (56), Frans kunstenares

## Augustus

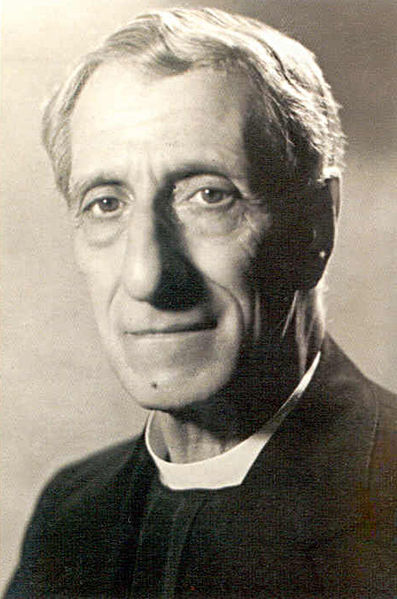
Luigi Sturzo
10 augustus

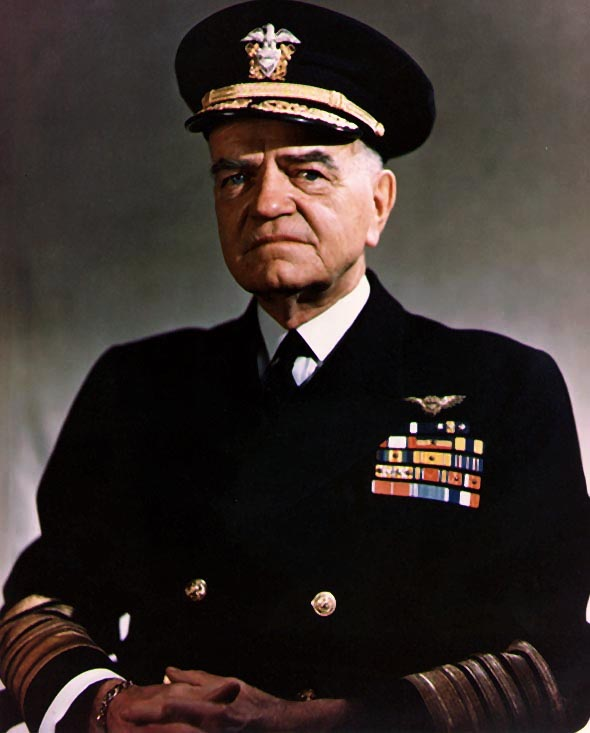
William Halsey
16 augustus

Wanda Landowska
16 augustus

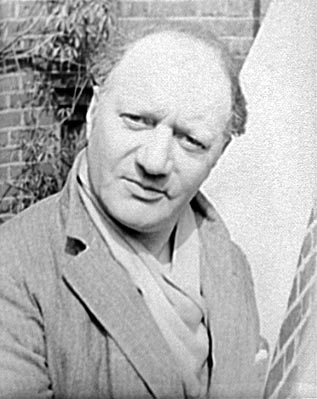
Jacob Epstein
19 augustus

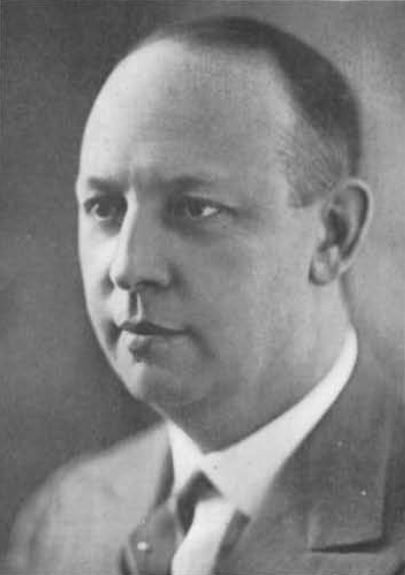
Karel Lotsy
29 augustus

| 1 | 2 | 3 | 4 | 5 | 6 | 7 | 8 | 9 | 10 | 11 | 12 | 13 | 14 | 15 | 16 | 17 | 18 | 19 | 20 | 21 | 22 | 23 | 24 | 25 | 26 | 27 | 28 | 29 | 30 | 31 |
| - | - | - | - | - | - | - | - | - | -- | -- | -- | -- | -- | -- | -- | -- | -- | -- | -- | -- | -- | -- | -- | -- | -- | -- | -- | -- | -- | -- |

### 1 augustus
- Jean Behra (38), Frans autocoureur
- Ivor Bueb (36), Brits autocoureur
- Johan Engelbert Elias (83), Nederlands historicus
- Marcelle Werbrouck (70), Belgisch archeologe, egyptologe en feministe

### 2 augustus
- Johann Heinrich Müller (80), Zwitsers componist

### 3 augustus
- Davidson Don Tengo Jabavu (73), Zuid-Afrikaans taalkundige

### 4 augustus
- Henry Juriaan de Vries (80), Surinaams ondernemer

### 6 augustus
- Preston Sturges (60), Amerikaans filmregisseur

### 7 augustus
- Karl Gellings (67), Nederlands edelsmid

### 8 augustus
- Albert Namatjira (57), Australisch kunstschilder
- Harry Roeck-Hansen (68), Zweeds acteur
- Luigi Sturzo (87), Italiaans politicus

### 10 augustus
- Lafe McKee (87), Amerikaans actrice

### 11 augustus
- R.W.J.C. de Menthon Bake (86), Nederlands jurist

### 15 augustus
- Alphonse Devos (77), Belgisch politicus

### 16 augustus
- William Halsey (76), Amerikaans militair
- Wanda Landowska (80), Pools-Frans klavecimbelspeler

### 17 augustus
- Pierre Paulus (78), Belgisch kunstschilder

### 19 augustus
- Jacob Epstein (78), Amerikaans-Brits beeldhouwer

### 20 augustus
- Alfred Kubin (82), Oostenrijks graficus, boekillustrator en schrijver

### 28 augustus
- Raphael Lemkin (59), Pools rechtsgeleerde
- Bohuslav Martinů (68), Tsjechisch componist

### 29 augustus
- Karel Lotsy (66), Nederlands sportbestuurder

### 30 augustus
- Ed Elisian (32), Amerikaans autocoureur

### 31 augustus
- Hugo Rudolph Kruyt (77), Nederlands scheikundige

## September

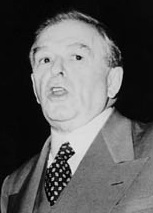
Maurice Duplessis
7 september

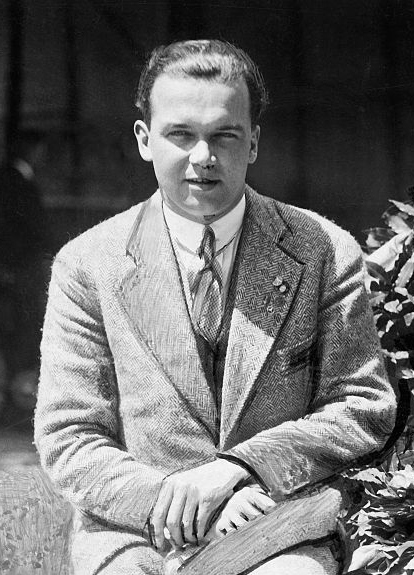
Rudolf Caracciola
28 september

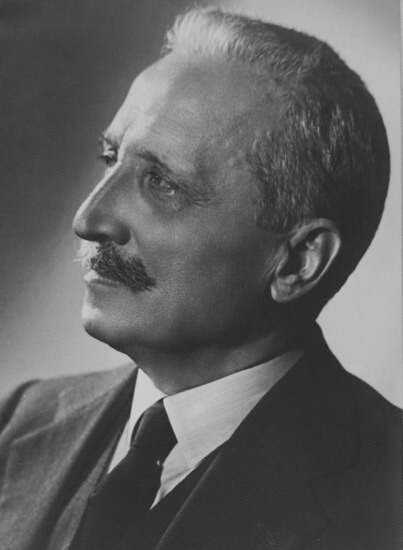
Enrico De Nicola
30 september

| 1 | 2 | 3 | 4 | 5 | 6 | 7 | 8 | 9 | 10 | 11 | 12 | 13 | 14 | 15 | 16 | 17 | 18 | 19 | 20 | 21 | 22 | 23 | 24 | 25 | 26 | 27 | 28 | 29 | 30 |
| - | - | - | - | - | - | - | - | - | -- | -- | -- | -- | -- | -- | -- | -- | -- | -- | -- | -- | -- | -- | -- | -- | -- | -- | -- | -- | -- |

### 1 september
- Victor Sprenkels (81), Nederlands beeldhouwer

### 5 september
- Edmond van Offel (88), Belgisch kunstschilder en schrijver

### 6 september
- Edmund Gwenn (81), Brits acteur
- Mien van Itallie-van Embden (88), Nederlands politica

### 7 september
- Maurice Duplessis (69), Canadees politicus

### 9 september
- Ramón Fonst (76), Cubaans schermer

### 17 september
- Joseph Bologne (87), Belgisch politicus
- Bert Leysen (39), Belgisch omroepbestuurder
- Omer Simeon (57), Amerikaans jazzmusicus

### 18 september
- Alfons De Meester (82), Belgisch historicus en geestelijke
- Harvey Glatman (31), Amerikaans moordenaar
- Benjamin Péret (60), Frans schrijver en dichter

### 20 september
- Olin Howland (73), Amerikaans acteur
- Armand Maclot (82), Belgisch kunstschilder

### 22 september
- William Edmund Ironside (79), Brits militair

### 23 september
- Alfons Mondelaers (67), Belgisch politicus

### 26 september
- Solomon Bandaranaike (60), Ceylonees politicus

### 27 september
- Egon Möller-Nielsen (44), Deens-Zweeds architect en beeldhouwer

### 28 september
- Rudolf Caracciola (58), Duits autocoureur
- Vincent Richards (56), Amerikaans tennisser

### 30 september
- Enrico De Nicola (81), Italiaans politicus

## Oktober

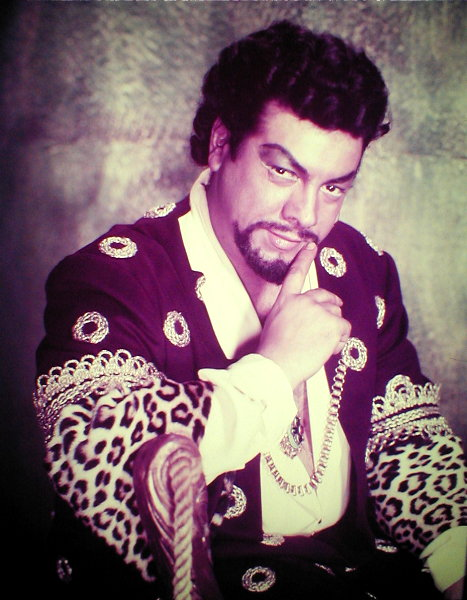
Mario Lanza
7 oktober

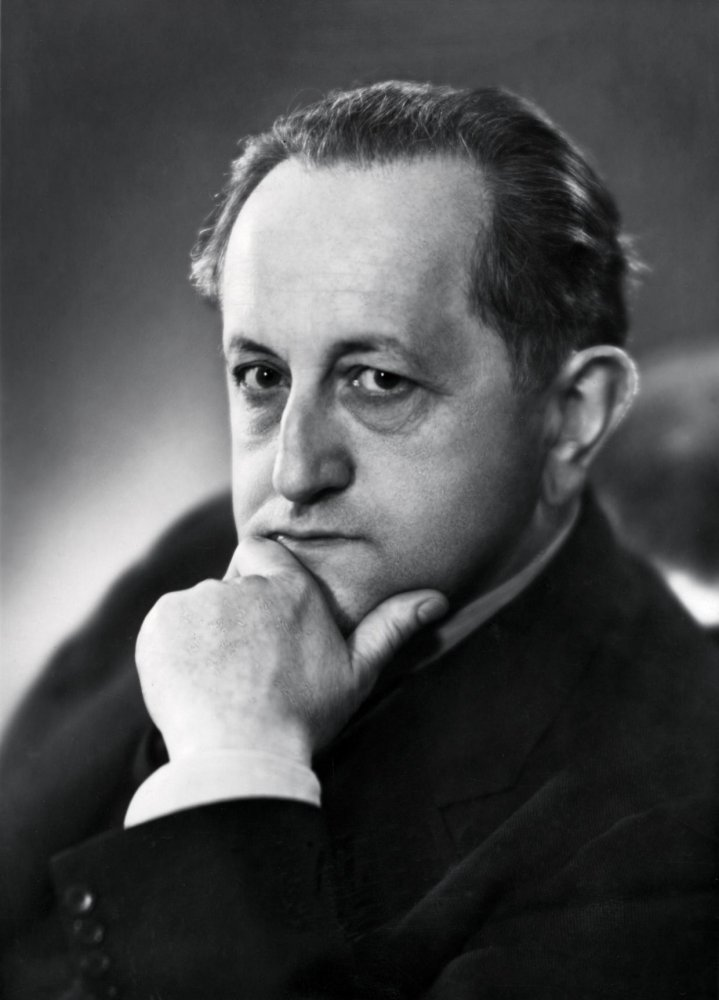
Rudolf Mengelberg
13 oktober

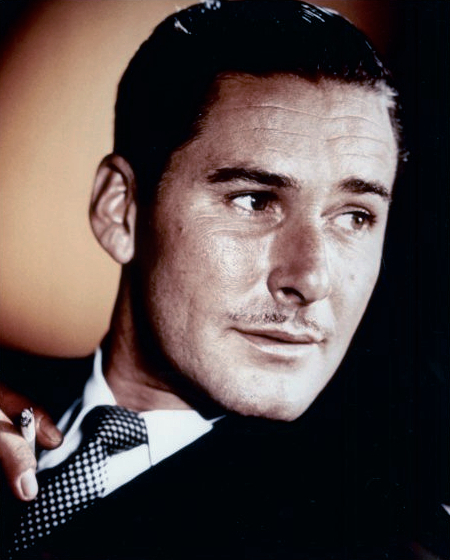
Errol Flynn
14 oktober

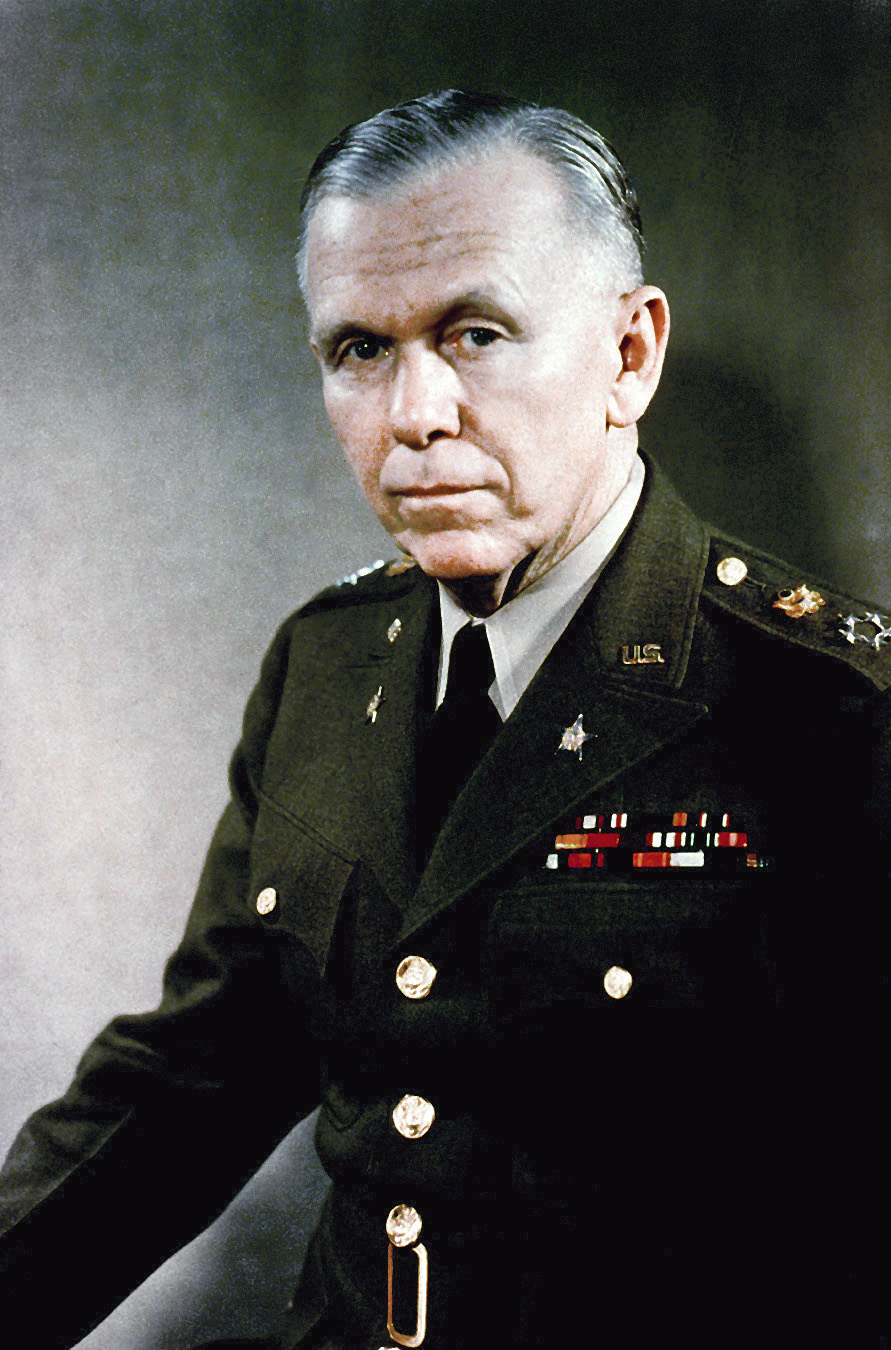
George Marshall
16 oktober

| 1 | 2 | 3 | 4 | 5 | 6 | 7 | 8 | 9 | 10 | 11 | 12 | 13 | 14 | 15 | 16 | 17 | 18 | 19 | 20 | 21 | 22 | 23 | 24 | 25 | 26 | 27 | 28 | 29 | 30 | 31 |
| - | - | - | - | - | - | - | - | - | -- | -- | -- | -- | -- | -- | -- | -- | -- | -- | -- | -- | -- | -- | -- | -- | -- | -- | -- | -- | -- | -- |

### 2 oktober
- Elisabeth Munthe-Kaas (76), Noors operazangeres

### 3 oktober
- Arthur Diemer Kool (63), Nederlands tennisspeler
- Tony Herbert (57), Belgisch politicus

### 6 oktober
- Bernard Berenson (94), Amerikaans kunsthistoricus
- Balthasar van der Pol (70), Nederlands natuurkundige
- Ronald Kappel (32), Surinaams piloot

### 7 oktober
- Christina Karnebeek-Backs (110), oudste persoon ter wereld
- Mario Lanza (38), Amerikaans tenorzanger

### 8 oktober
- Pieter Hendrik van Cittert (70), Nederlands natuurkundige

### 11 oktober
- Oswald Pirow (69), Zuid-Afrikaans politicus

### 12 oktober
- Otto Schlüter (86), Duits geograaf

### 13 oktober
- Rudolf Mengelberg (67), Nederlands componist

### 14 oktober
- Errol Flynn (50), Australisch-Amerikaans filmster
- Alphonse Trent (54), Amerikaans jazzpianist

### 15 oktober
- Stepan Bandera (50), Oekraïens politicus
- Felix Ortt (93), Nederlands filosoof
- Henk Robijns (75), Nederlands biljarter

### 16 oktober
- George Marshall (78), Amerikaans militair leider

### 17 oktober
- Otto Feick (69), Duits uitvinder

### 18 oktober
- Othón P. Blanco (91), Mexicaans militair
- André Bonnard (71), Zwitsers schrijver
- Charles Bugbee (72), Brits waterpolospeler
- Ahmed Boughéra El Ouafi (61), Algerijns-Frans atleet

### 19 oktober
- Stanley Bate, (47), Brits componist/pianist

### 21 oktober
- Arend de Vries (76), Nederlands politicus en omroepbestuurder

### 26 oktober
- Ernst Fast (78), Zweeds atleet

### 28 oktober
- Adriaan de Buck (67), Nederlands egyptoloog
- Camilo Cienfuegos (27), Cubaans revolutionair

### 29 oktober
- Edith Clarke (76), Amerikaans elektrotechnisch ingenieur
- Aleksandr Doebjago (55), Sovjet-Russisch astronoom
- Sisavang Vong (74), koning van Luang Prabang en Laos
- Huib Wilton (38), Nederlands tennisser

### 31 oktober
- Blonde Dolly (32), Nederlands prostituée en misdaadslachtoffer
- Schotto van Fridagh (81), Nederlands burgemeester

## November

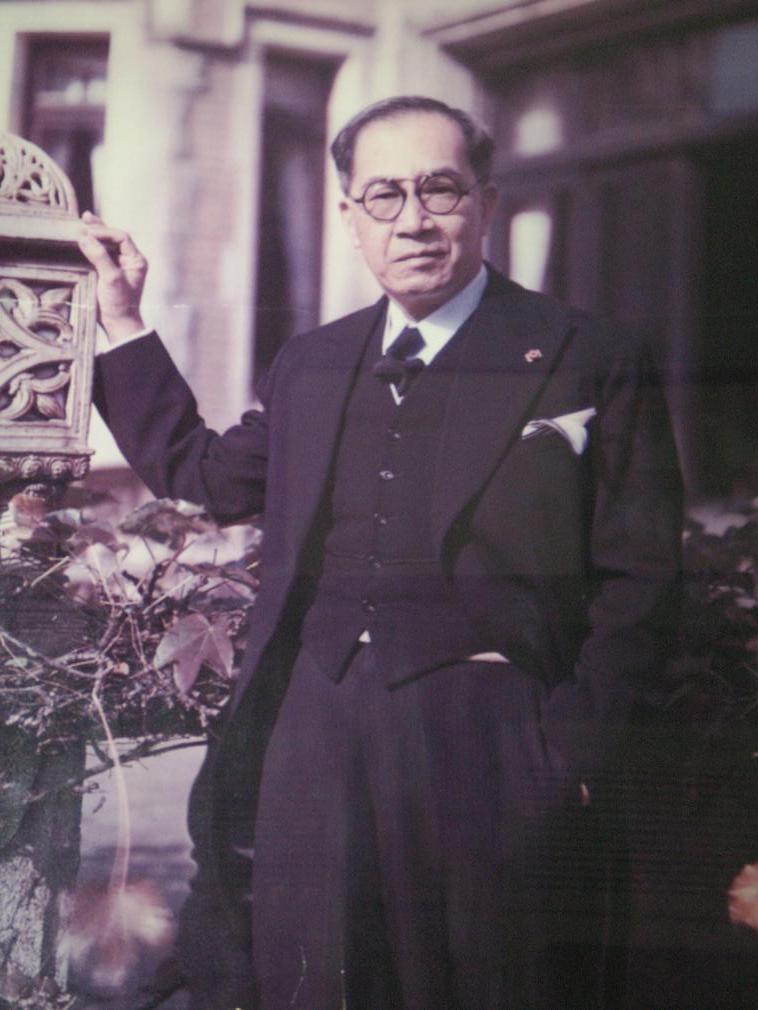
José Laurel
6 november

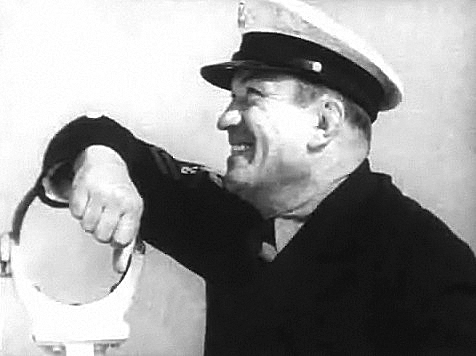
Victor McLaglen
7 november

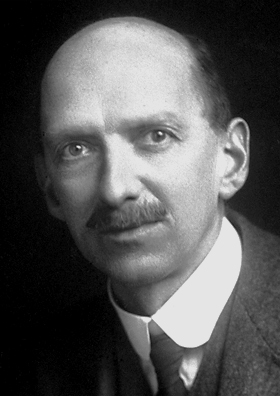
Charles Thomson Rees Wilson
15 november

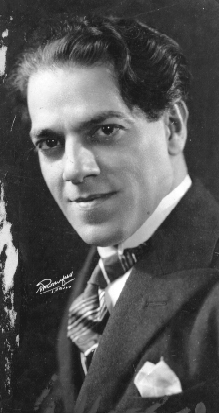
Heitor Villa-Lobos
17 november

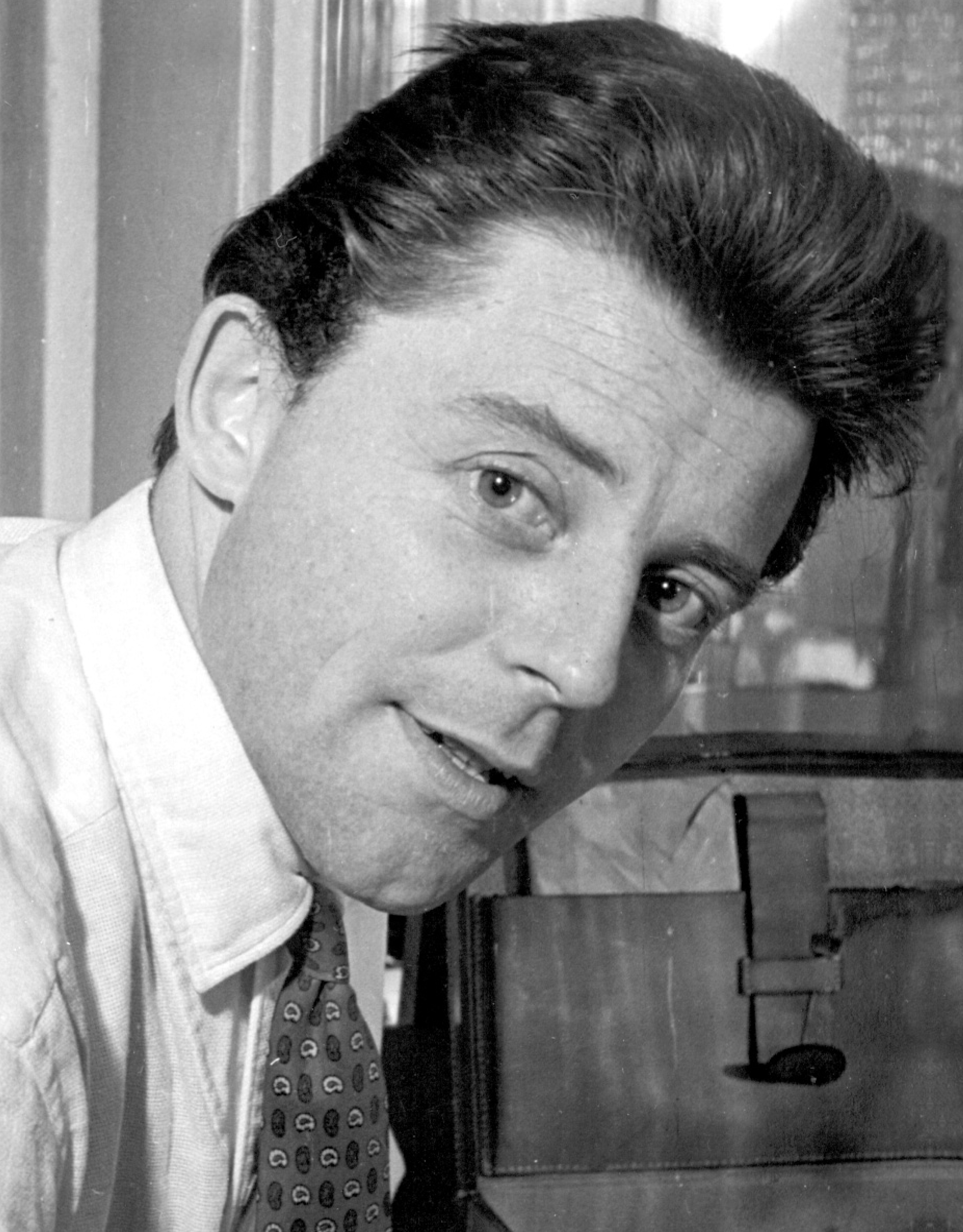
Gérard Philipe
25 november

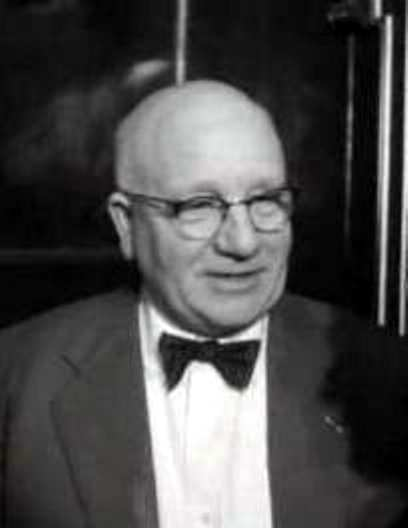
Jan Wiegers
30 november

| 1 | 2 | 3 | 4 | 5 | 6 | 7 | 8 | 9 | 10 | 11 | 12 | 13 | 14 | 15 | 16 | 17 | 18 | 19 | 20 | 21 | 22 | 23 | 24 | 25 | 26 | 27 | 28 | 29 | 30 |
| - | - | - | - | - | - | - | - | - | -- | -- | -- | -- | -- | -- | -- | -- | -- | -- | -- | -- | -- | -- | -- | -- | -- | -- | -- | -- | -- |

### 2 november
- Federico Tedeschini (86), Italiaans kardinaal

### 4 november
- Friedrich Waismann (63), Oostenrijks wiskundige, natuurkundige en filosoof

### 6 november
- José Laurel (68), president van de Filipijnen

### 7 november
- Etienne Daniël van Dissel (87), Nederlands bosbouwkundige
- Victor McLaglen (72), Amerikaans acteur

### 8 november
- Heleno de Freitas (39), Braziliaans voetballer

### 9 november
- Frederick Preston Search (70), Amerikaans componist

### 11 november
- Ernst Robert Uebel (77), Duits componist

### 12 november
- Lode Monteyne (73), Belgisch schrijver

### 14 november
- Gérard Rongy (79), Belgisch politicus

### 15 november
- Charles Thomson Rees Wilson (90), Brits natuurkundige

### 17 november
- Frits Bouwmeester jr. (74), Nederlands acteur
- Heitor Villa-Lobos (72), Braziliaans componist

### 19 november
- Ernest Apers (75), Belgisch architect
- Lambert Dewonck (80), Belgisch politicus
- Josephus Heerkens (92), Nederlands handboogschutter

### 20 november
- Karl Moser (92), Zwitsers politicus
- Willem Wakker (79), Nederlands atleet

### 21 november
- Bertus Freese (57), Nederlands voetballer

### 22 november
- Jiver Hutchinson (53), Jamaicaans jazztrompettist en bandleider
- Molla Bjurstedt-Mallory (75), Noors-Amerikaans tennisspeelster
- Eggert Reeder (65), Duits militair en bestuurder

### 23 november
- Amy Groskamp-ten Have (71), Nederlands schrijfster en journalist

### 24 november
- Ion Gigurtu (73), Roemeens politicus
- Marie Olsen (109), oudste persoon ter wereld
- Maria van Rysselberghe (93), Belgisch schrijver

### 25 november
- Jean Grémillon (58), Frans filmregisseur
- Gérard Philipe (36), Frans acteur

### 26 november
- Albert Ketèlbey (84), Brits componist, dirigent en pianist

### 27 november
- Maurice Leturgie (73), Frans wielrenner
- Valentin Vaerwyck (77), Belgisch architect

### 28 november
- Albert Devèze (78), Belgisch politicus
- Henri Mestrez (59), Belgisch componist

### 29 november
- Hans Henny Jahnn (64), Duits schrijver

### 30 november
- Gerard Brom (77), Nederlands letterkundige
- Jan Wiegers (66), Nederlands kunstschilder

## December

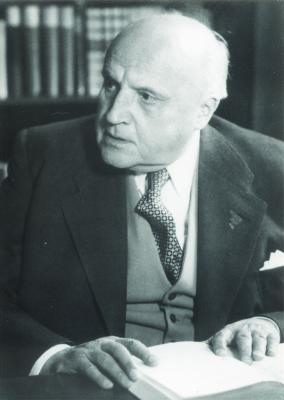
Erhard Schmidt
6 december

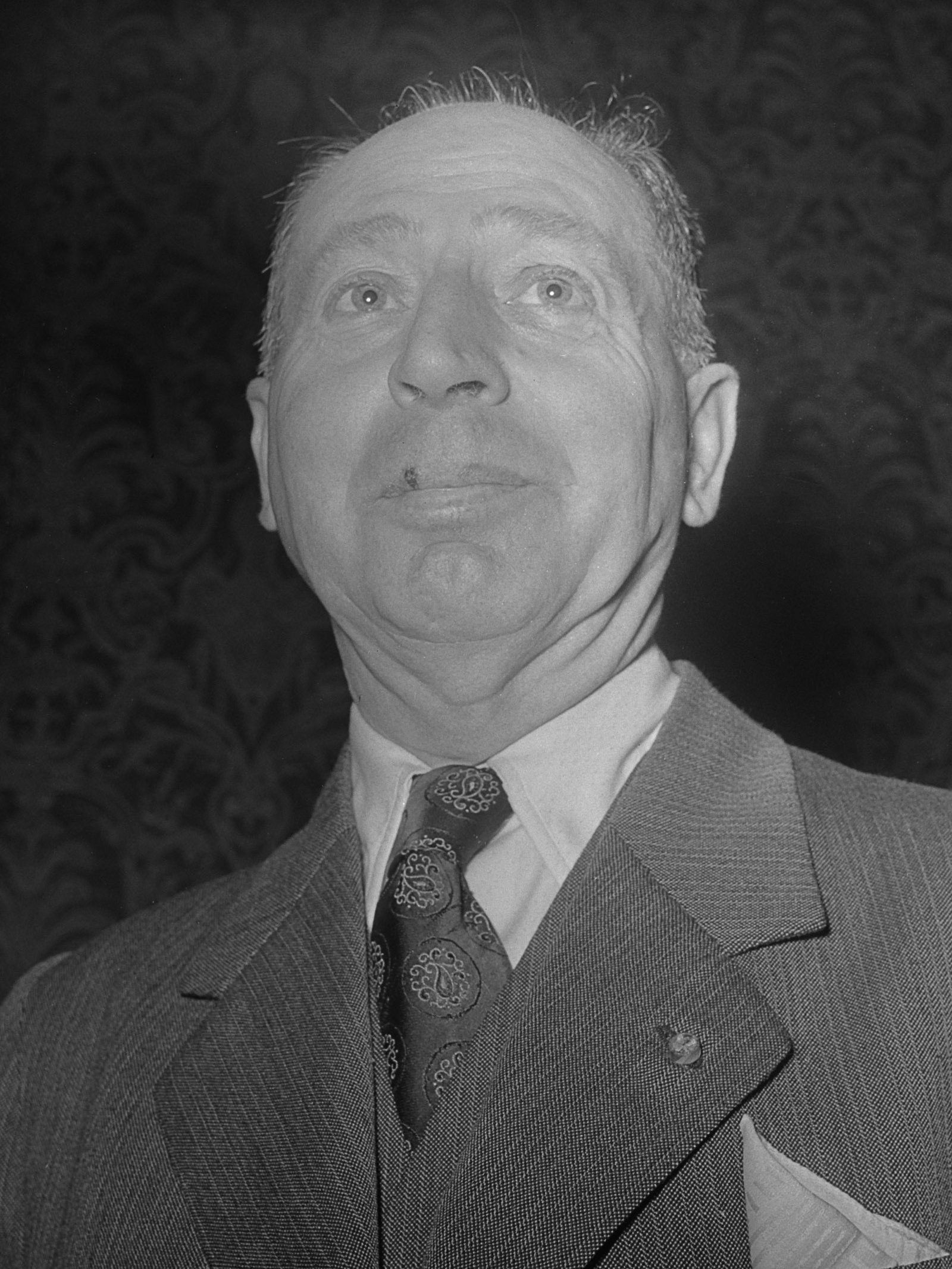
Johan van Veen
9 december

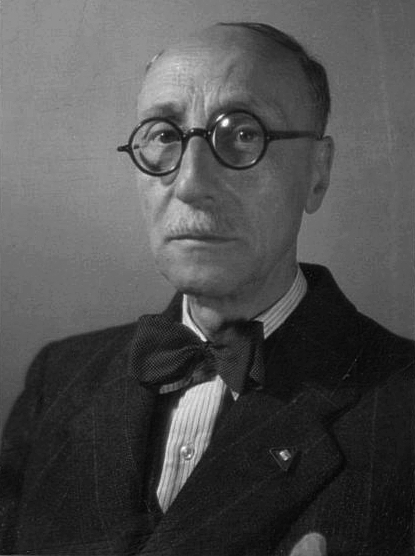
Harmen Westra
23 december

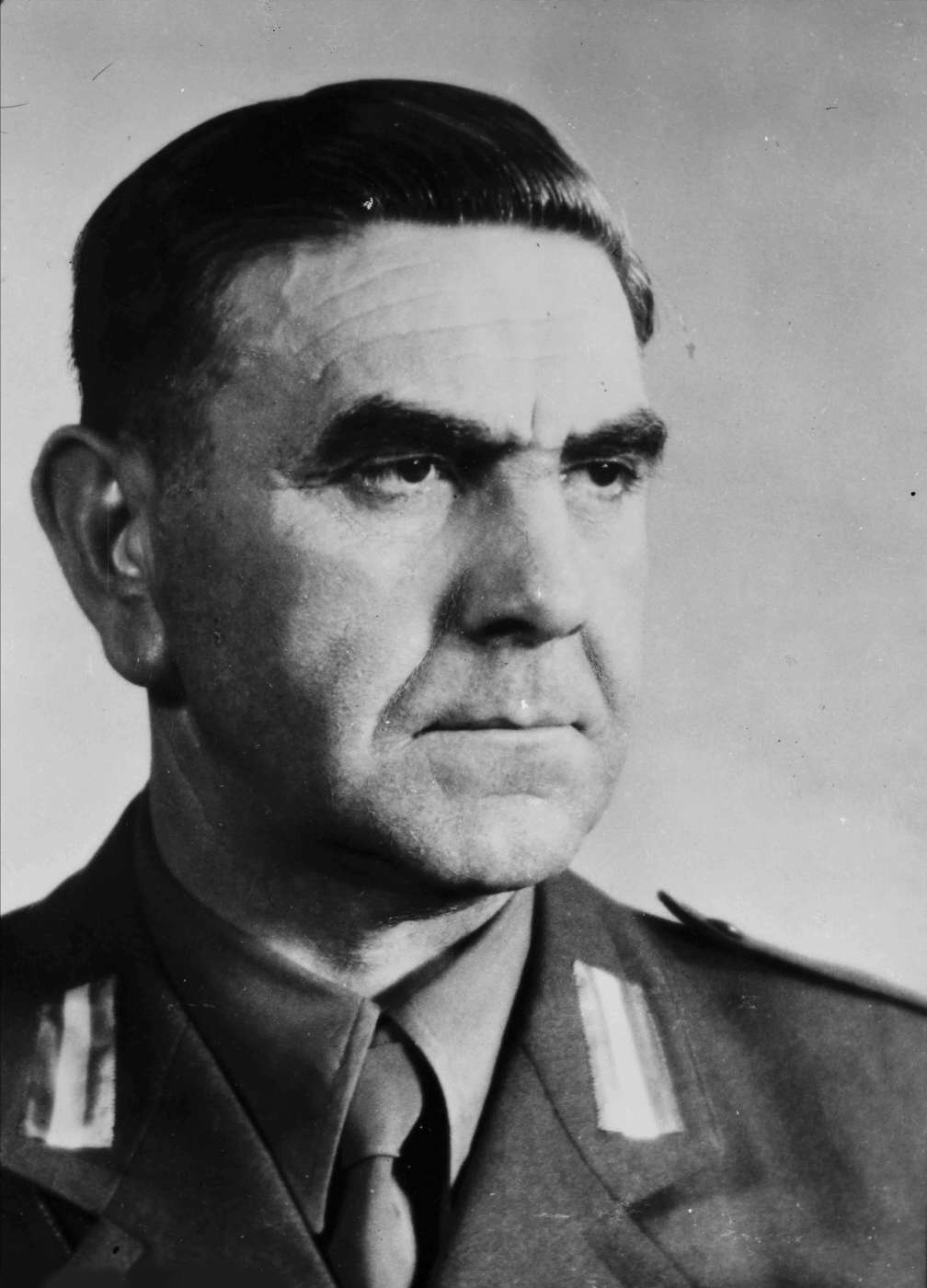
Ante Pavelić
28 december

| 1 | 2 | 3 | 4 | 5 | 6 | 7 | 8 | 9 | 10 | 11 | 12 | 13 | 14 | 15 | 16 | 17 | 18 | 19 | 20 | 21 | 22 | 23 | 24 | 25 | 26 | 27 | 28 | 29 | 30 | 31 |
| - | - | - | - | - | - | - | - | - | -- | -- | -- | -- | -- | -- | -- | -- | -- | -- | -- | -- | -- | -- | -- | -- | -- | -- | -- | -- | -- | -- |

### 1 december
- José Nepomuceno (66), Filipijns filmmaker en producent

### 2 december
- John August Anderson (83), Amerikaans astronoom
- Stanisław Cikowski (60), Pools voetballer
- Pierre Forthomme (82), Belgisch politicus

### 3 december
- Gustavo Barroso (70), Braziliaans politicus
- Rhoderick McGrigor (66), Brits militair

### 4 december
- Hubert Marischka (77), Oostenrijks filmregisseur en auteur

### 5 december
- Maurice Burrus (77), Frans filatelist

### 6 december
- Hugo Blaschke (78), Duits militair en nationaalsocialist
- Huibert Boumeester (59), Nederlands roeier
- Erhard Schmidt (83), Duits wiskundige

### 7 december
- Peter Beekman (48), Nederlands illustrator en kunstschilder
- Charlie Hall (60), Brits acteur

### 8 december
- Raffaele Pettazzoni (76), Italiaans historicus

### 9 december
- Johan van Veen (65), Nederlands ingenieur

### 10 december
- Siebe Jan Bouma (60), Nederlands architect

### 13 december
- Jiří Weil (59), Tsjechisch schrijver en journalist

### 14 december
- Lizzy Ansingh (84), Nederlands kunstschilder
- Oliver Buckley (72), Amerikaans elektrotechnicus

### 15 december
- Adolf Bouwmeester (70), Nederlands acteur

### 23 december
- Hessel de Vries (43), Nederlands natuurkundige
- Harmen Westra (76), Nederlands burgemeester

### 24 december
- Everardus Wittert van Hoogland (1875-1959) (84), Nederlands politicus

### 27 december
- Evert van der Heijden (59), Nederlands voetballer
- Alfonso Reyes (70), Mexicaans schrijver

### 28 december
- Fernand Bouisson (85), Frans politicus
- Ante Pavelić (70), Kroatisch fascistenleider
- Ioan Tănăsescu (67), Roemeens scheikundige

### 30 december
- Maria Baers (76), Belgisch feministe en politicus

### 31 december
- Henryk Alszer (41), Pools voetballer
- Lord Halifax (78), Brits politicus

## Datum onbekend
1900 ·
1901 ·
1902 ·
1903 ·
1904 ·
1905 ·
1906 ·
1907 ·
1908 ·
1909 ·
1910 ·
1911 ·
1912 ·
1913 ·
1914 ·
1915 ·
1916 ·
1917 ·
1918 ·
1919 ·
1920 ·
1921 ·
1922 ·
1923 ·
1924 ·
1925 ·
1926 ·
1927 ·
1928 ·
1929 ·
1930 ·
1931 ·
1932 ·
1933 ·
1934 ·
1935 ·
1936 ·
1937 ·
1938 ·
1939 ·
1940 ·
1941 ·
1942 ·
1943 ·
1944 ·
1945 ·
1946 ·
1947 ·
1948 ·
1949 ·
1950 ·
1951 ·
1952 ·
1953 ·
1954 ·
1955 ·
1956 ·
1957 ·
1958 ·
1959 ·
1960 ·
1961 ·
1962 ·
1963 ·
1964 ·
1965 ·
1966 ·
1967 ·
1968 ·
1969 ·
1970 ·
1971 ·
1972 ·
1973 ·
1974 ·
1975 ·
1976 ·
1977 ·
1978 ·
1979 ·
1980 ·
1981 ·
1982 ·
1983 ·
1984 ·
1985 ·
1986 ·
1987 ·
1988 ·
1989 ·
1990 ·
1991 ·
1992 ·
1993 ·
1994 ·
1995 ·
1996 ·
1997 ·
1998 ·
1999 ·
2000 ·
2001 ·
2002 ·
2003 ·
2004 ·
2005 ·
2006 ·
2007 ·
2008 ·
2009 ·
2010 ·
2011 ·
2012 ·
2013 ·
2014 ·
2015 ·
2016 ·
2017 ·
2018 ·
2019 ·
2020 ·
2021 ·
2022 ·
2023 ·
2024 ·
2025